# Formigues
Les formigues, conegudes també pel seu nom científic de formícids (Formicidae), són una família d'himenòpters apòcrits de la superfamília dels vespoïdeus (Vespoidea). Són insectes eusocials (viuen en societats amb castes i tenen divisió del treball). Evolucionaren d'avantpassats vespoïdeus durant el Cretaci. A febrer del 2025 n'hi havia 14.307 espècies vàlides. Es reconeixen fàcilment per les seves antenes geniculades (articulades a manera de genoll) i el pecíol, que és l'estructura nodal característica que forma la seva cintura esvelta.
Formen colònies que van des de comunitats de desenes de formigues instal·lades en cavitats naturals petites fins a societats complexes que abasten un territori extens i estan integrades per milions o, en el cas de les supercolònies, centenars de milions d'individus. Una colònia típica es compon de diverses castes de femelles estèrils i mancades d'ales, la major part de les quals són obreres (ergates), així com soldats (dinergates) i altres grups amb funcions concretes. En gairebé totes les colònies de formigues hi ha qualques mascles fèrtils i una o diverses femelles fecundes (reines).
A vegades es descriuen les colònies com un superorganisme perquè les formigues semblen actuar com una única entitat, treballant col·lectivament per mantenir la colònia.
Es diversificaren després de l'expansió de les plantes amb flor (angiospermes). La major diversitat es troba als tròpics.
Les formigues han colonitzat gairebé totes les masses terrestres de la Terra. Els únics indrets que manquen de formigues nadiues són les illes remotes. Les formigues habiten en la majoria d'ecosistemes, i formen el 15-20% de la biomassa animal terrestre. El seu èxit ha estat atribuït a la seva organització social i a la capacitat de modificar els seus hàbitats, extreure recursos i defensar-se. La seva llarga coevolució amb altres espècies ha dut a relacions mimètiques, comensals, parasitàries i mutualistes.
Les societats de formigues tenen un repartiment del treball, la comunicació entre individus, i la capacitat de resoldre problemes complexos. Aquests paral·lelismes amb les societats humanes han estat durant molt de temps una inspiració i un tema d'estudi. Moltes cultures humanes utilitzen les formigues com a aliment, medecines i rituals. Algunes espècies són valorades com a agents de control biològic. Tanmateix, la seva capacitat d'explotar recursos provoca que les formigues entrin en conflicte amb els humans, car poden danyar conreus i envair edificis. Algunes espècies, com ara Solenopsis invicta, són considerades espècies invasores, ja que es poden estendre ràpidament a noves àrees. La branca de l'entomologia que les estudia és la mirmecologia.

## Etimologia i denominacions
La paraula formiga és atestada per primera vegada al segle xiv i deriva del mot llatí formīca, que té el mateix significat. Té el mateix origen que les paraules corresponents en altres llengües romàniques, com ara hormiga (castellà), fourmi (francès) i formica (italià). El nom de la família, Formicidae també deriva del llatí formīca.
Els tèrmits, tot i que a vegades se'ls anomena «formigues blanques», no tenen relació amb les formigues i pertanyen a l'ordre dels isòpters, i només s'assemblen a les formigues en alguns aspectes de la vida social. Les formigues de vellut semblen formigues grans, però en realitat són vespes femelles sense ales.

## Evolució

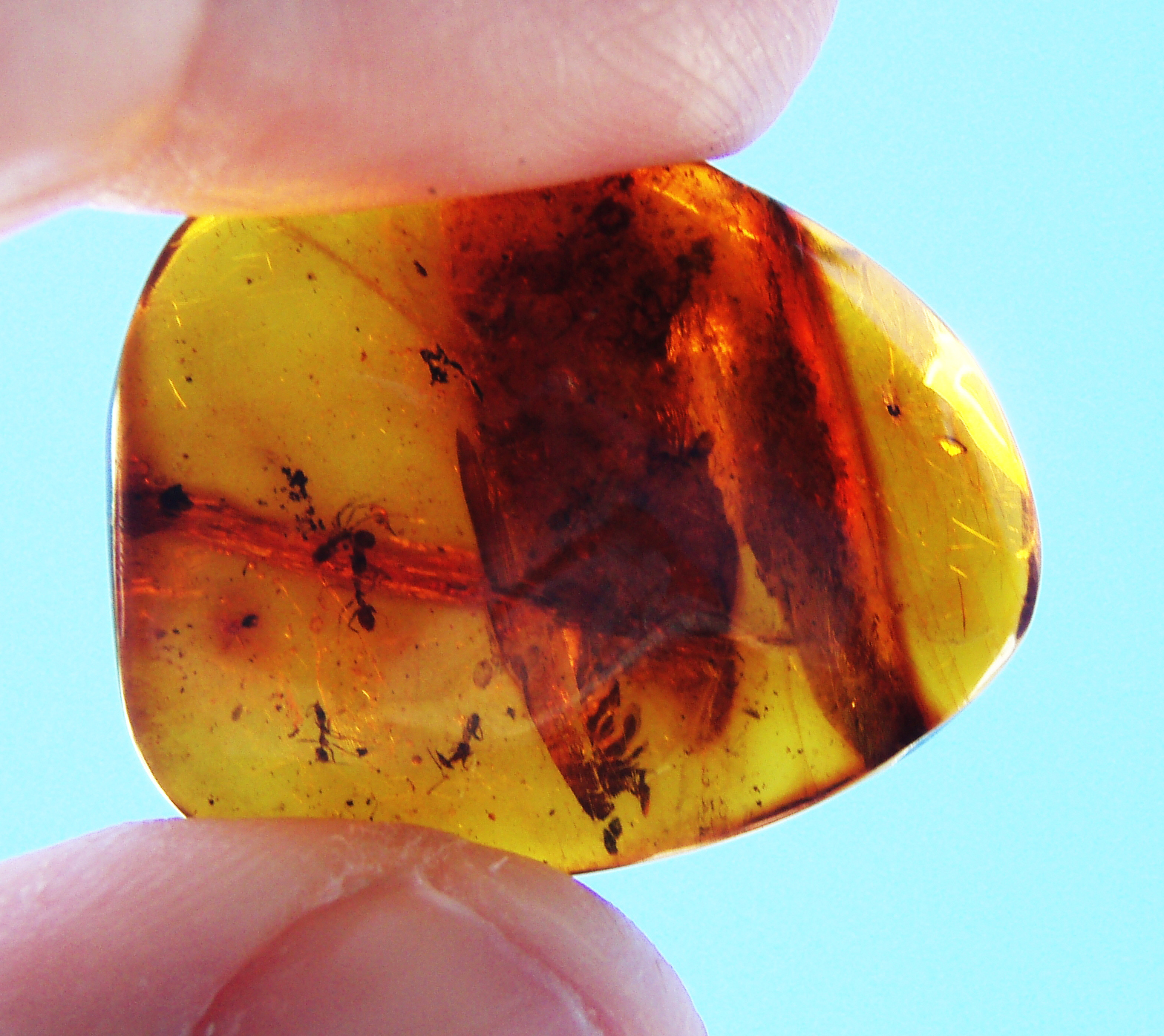
Formigues fossilitzades en ambre bàltic.

La família dels formícids pertany a l'ordre dels himenòpters, que també inclou els símfits, les abelles i les vespes. Les formigues evolucionaren a partir d'un llinatge de vespes de la superfamília dels vespoïdeus. Les anàlisis filogenètiques suggereixen que les formigues aparegueren al període Cretaci mitjà, entre fa 130 i 110 milions d'anys. Després de l'expansió de les plantes amb flors fa uns 100 milions d'anys, es diversificaren i assumiren una posició ecològica dominant fa uns 60 milions d'anys. El 1966, Edward Osborne Wilson i els seus col·legues identificaren les restes fòssils d'una formiga (Sphecomyrma freyi) que visqué en el període Cretaci. L'exemplar, atrapat en ambre datat de fa més de 80 milions d'anys, té característiques que el relacionen tant amb formigues com amb vespes.
|  | Tiphiidae                                                |
|  |                                                          |
|  | \| \| Sapygidae \| \| \| \| \| \| Mutillidae \| \| \| \| |
|  |                                                          |
|  | Sapygidae                                                |
|  |                                                          |
|  | Mutillidae                                               |
|  |                                                          |

|  | Sapygidae  |
|  |            |
|  | Mutillidae |
|  |            |

|  | Pompilidae       |
|  |                  |
|  | Rhopalosomatidae |
|  |                  |

|  | Formicidae                                             |
|  |                                                        |
|  | \| \| Vespidae \| \| \| \| \| \| Scoliidae \| \| \| \| |
|  |                                                        |
|  | Vespidae                                               |
|  |                                                        |
|  | Scoliidae                                              |
|  |                                                        |

|  | Vespidae  |
|  |           |
|  | Scoliidae |
|  |           |

|  | Pompilidae       |
|  |                  |
|  | Rhopalosomatidae |
|  |                  |

|  | Formicidae                                             |
|  |                                                        |
|  | \| \| Vespidae \| \| \| \| \| \| Scoliidae \| \| \| \| |
|  |                                                        |
|  | Vespidae                                               |
|  |                                                        |
|  | Scoliidae                                              |
|  |                                                        |

|  | Vespidae  |
|  |           |
|  | Scoliidae |
|  |           |

|  | Tiphiidae                                                |
|  |                                                          |
|  | \| \| Sapygidae \| \| \| \| \| \| Mutillidae \| \| \| \| |
|  |                                                          |
|  | Sapygidae                                                |
|  |                                                          |
|  | Mutillidae                                               |
|  |                                                          |

|  | Sapygidae  |
|  |            |
|  | Mutillidae |
|  |            |

|  | Pompilidae       |
|  |                  |
|  | Rhopalosomatidae |
|  |                  |

|  | Formicidae                                             |
|  |                                                        |
|  | \| \| Vespidae \| \| \| \| \| \| Scoliidae \| \| \| \| |
|  |                                                        |
|  | Vespidae                                               |
|  |                                                        |
|  | Scoliidae                                              |
|  |                                                        |

|  | Vespidae  |
|  |           |
|  | Scoliidae |
|  |           |

|  | Pompilidae       |
|  |                  |
|  | Rhopalosomatidae |
|  |                  |

|  | Formicidae                                             |
|  |                                                        |
|  | \| \| Vespidae \| \| \| \| \| \| Scoliidae \| \| \| \| |
|  |                                                        |
|  | Vespidae                                               |
|  |                                                        |
|  | Scoliidae                                              |
|  |                                                        |

|  | Vespidae  |
|  |           |
|  | Scoliidae |
|  |           |

|  | Tiphiidae                                                |
|  |                                                          |
|  | \| \| Sapygidae \| \| \| \| \| \| Mutillidae \| \| \| \| |
|  |                                                          |
|  | Sapygidae                                                |
|  |                                                          |
|  | Mutillidae                                               |
|  |                                                          |

|  | Sapygidae  |
|  |            |
|  | Mutillidae |
|  |            |

|  | Pompilidae       |
|  |                  |
|  | Rhopalosomatidae |
|  |                  |

|  | Formicidae                                             |
|  |                                                        |
|  | \| \| Vespidae \| \| \| \| \| \| Scoliidae \| \| \| \| |
|  |                                                        |
|  | Vespidae                                               |
|  |                                                        |
|  | Scoliidae                                              |
|  |                                                        |

|  | Vespidae  |
|  |           |
|  | Scoliidae |
|  |           |

|  | Pompilidae       |
|  |                  |
|  | Rhopalosomatidae |
|  |                  |

|  | Formicidae                                             |
|  |                                                        |
|  | \| \| Vespidae \| \| \| \| \| \| Scoliidae \| \| \| \| |
|  |                                                        |
|  | Vespidae                                               |
|  |                                                        |
|  | Scoliidae                                              |
|  |                                                        |

|  | Vespidae  |
|  |           |
|  | Scoliidae |
|  |           |

|  | Tiphiidae                                                |
|  |                                                          |
|  | \| \| Sapygidae \| \| \| \| \| \| Mutillidae \| \| \| \| |
|  |                                                          |
|  | Sapygidae                                                |
|  |                                                          |
|  | Mutillidae                                               |
|  |                                                          |

|  | Sapygidae  |
|  |            |
|  | Mutillidae |
|  |            |

|  | Pompilidae       |
|  |                  |
|  | Rhopalosomatidae |
|  |                  |

|  | Formicidae                                             |
|  |                                                        |
|  | \| \| Vespidae \| \| \| \| \| \| Scoliidae \| \| \| \| |
|  |                                                        |
|  | Vespidae                                               |
|  |                                                        |
|  | Scoliidae                                              |
|  |                                                        |

|  | Vespidae  |
|  |           |
|  | Scoliidae |
|  |           |

|  | Pompilidae       |
|  |                  |
|  | Rhopalosomatidae |
|  |                  |

|  | Formicidae                                             |
|  |                                                        |
|  | \| \| Vespidae \| \| \| \| \| \| Scoliidae \| \| \| \| |
|  |                                                        |
|  | Vespidae                                               |
|  |                                                        |
|  | Scoliidae                                              |
|  |                                                        |

|  | Vespidae  |
|  |           |
|  | Scoliidae |
|  |           |

Durant el període Cretaci, només unes quantes espècies de formigues primitives tenien una ampla distribució al supercontinent laurasiàtic, a l'hemisferi nord. Eren escasses en comparació d'altres insectes i representaven només un 1% de la població d'insectes. Fou la radiació adaptativa de començaments del Terciari, en el Paleocè, la que donà el domini ecològic a les formigues. Almenys quatre de les subfamílies existents actualment ja tenien representació en el Cretaci: totes les formicomorfes (Aneuritinae, Dolichoderinae, Formicinae) i la subfamília poneromorfa Ectatomminae, juntament amb altres tres subfamílies actualment extintes.
Un 10% dels gèneres actuals ja existien en el període que va del Cretaci a l'Eocè. Un 56% dels gèneres trobats als fòssils d'ambre bàltics (Rupelià), i un 96% dels gèneres trobats als fòssils d'ambre dominicans (aparentment de principis del Miocè) encara sobreviuen avui.

## Distribució i diversitat
| Regió      | Nombre d'espècies |
| ---------- | ----------------- |
| Neotròpics | 2162              |
| Neàrtic    | 580               |
| Europa     | 180               |
| Àfrica     | 2500              |
| Àsia       | 2080              |
| Melanèsia  | 275               |
| Austràlia  | 985               |
| Polinèsia  | 42                |

Les formigues habiten a tots els continents tret de l'Antàrtida, i només algunes grans illes com ara Groenlàndia, Islàndia, parts de Polinèsia i les illes Hawaii manquen d'espècies nadiues. Les formigues ocupen una gran diversitat de nínxols ecològics, i són capaces d'explotar una gran varietat de recursos alimentaris com a herbívors directes o indirectes, com a depredadors i com a carronyaires. La majoria d'espècies són generalistes omnívores, però unes quantes són especialistes. El seu domini ecològic es pot mesurar per la seva biomassa, i les estimacions en diferents ambients suggereixen que representen un 15-20% (de mitjana, i gairebé un 25% als tròpics) del total de biomassa animal terrestre, superant la dels vertebrats.
A la zona ibero-mediterrània-macaronèsica, a la qual pertanyen els Països Catalans (situada a l'extrem sud-occidental de la zona biogeogràfica paleàrtica), existeixen set subfamílies (els amblioponins, dolicoderins, formicins, leptanil·lins, mirmicins, ponerins i proceratins), 44 gèneres i unes 270 espècies.
La mida de les formigues va de 0,75 a 52 mm. El seu color també varia; la majoria són vermelles o negres, el verd és menys habitual, i algunes espècies tropicals tenen un to metàl·lic. Actualment se'n coneixen més de 14.000 espècies, i la diversitat més gran es localitza als tròpics. Els estudis taxonòmics continuen desenvolupant la classificació i la sistemàtica de les formigues i les bases de dades en línia d'espècies de formigues, incloent-hi AntBase i Hymenoptera Name Server (desactualitzat) informen de les espècies conegudes, i les descobertes més recentment. La facilitat relativa amb què es poden recollir i estudiar les formigues en els mateixos ecosistemes les ha fet útils com a espècies indicadores en estudis de la biodiversitat.

## Morfologia
Les formigues tenen unes característiques morfològiques exclusives, com l'existència a les antenes d'un artell basal molt llarg, l'escap, que els dona una aparença global en angle o recolzada. Això permet que la resta de l'antena, el funicle, tingui molta mobilitat, funció que les hi serà molt útil per la comunicació social. Una altra característica anatòmica essencial és la presència del pecíol, que pot ser doble o senzill i que separa el gàster de tota la part anterior del cos. També presenten quasi sempre la glàndula metapleural a la part posterior del tòrax.
Les formigues es distingeixen morfològicament dels altres insectes en:
- Les seves antenes en angle i amb un artell basal molt llarg, l'escap, que les hi dona una aparença global en angle o recolzada; això permet que la resta de l'antena, el funicle, tingui molta mobilitat, funció que les hi serà molt útil per la comunicació social.
- La presència del pecíol, una marcada constricció a la part posterior, que pot ser doble o senzill i que separa el gàster de tota la part anterior del cos. El pecíol forma una cintura estreta entre el mesosoma, constituït pel tòrax i el primer segment abdominal que hi està fusionat, i el gàster, format per l'abdomen sense comptar amb els segments abdominals del pecíol; pot estar format per un o dos nòduls, ja sigui només el segon segment abdominal, o el segon i el tercer segments.[31]
- Gairebé sempre, presenten a la part posterior del tòrax les glàndules metapleurals.

El cap (prosoma), el mesosoma (tòrax) i el metasoma (construït pel pecíol i el gàster) són els tres segments corporals clarament diferenciats.
Com la resta d'insectes, les formigues tenen un exoesquelet, una cobertura exterior que serveix de carcassa protectora al voltant del cos i de punt d'ancoratge pels músculs, en contrast amb l'esquelet intern dels humans i altres vertebrats. Els insectes no tenen pulmons; l'oxigen i altres gasos com el diòxid de carboni passen a través de l'exoesquelet a través de minúscules vàlvules anomenades espiracles. Els insectes també manquen de vasos sanguinis tancats; en canvi, tenen un tub perforat, llarg i prim, l'aorta dorsal, que s'estén per la part superior del cos. Aquest tub fa les funcions de cor, i bomba hemolimfa vers el cap, governant així la circulació dels fluids interns. El sistema nerviós es compon d'un cordó nerviós ventral que s'estén al llarg del cos, amb diversos ganglis i branques que arriben als extrems dels membres.

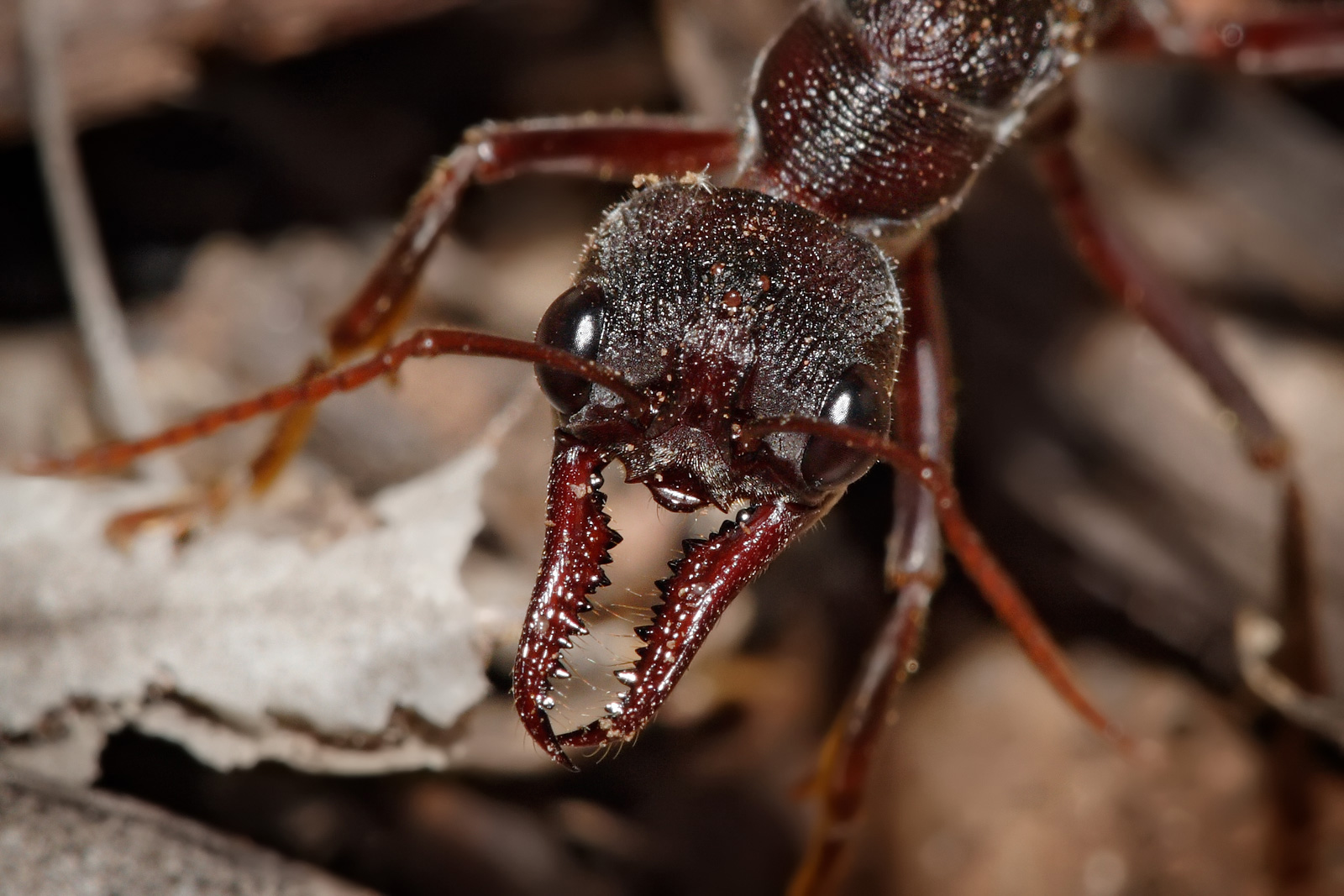
Formiga buldog, amb mandíbules potents i uns ulls composts relativament grans que ofereixen una visió excel·lent.

El cap d'una formiga conté molts òrgans sensorials. Com la majoria d'insectes, les formigues tenen ulls composts formats per nombroses lents minúscules que queden unides. Els ulls de les formigues són aptes per detectar moviments però no ofereixen una alta resolució. 

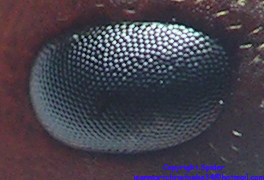
Ull compost amb omatidis, de la formiga Formica sanguinea

 També tenen tres petits ulls simples a la part superior del cap, que detecten el nivell lumínic i la polarització de la llum. En comparació amb els vertebrats, la majoria de formigues tenen una vista pobra o mediocre, i algunes espècies subterrànies són completament cegues. Algunes formigues com les formigues buldog d'Austràlia, tanmateix, tenen una vista excepcional.
El cap porta dues antenes, òrgans amb els que poden detectar substàncies químiques, corrents d'aire i vibracions; també serveixen per transmetre i rebre senyals per mitjà del tacte. El cap té dues grans mandíbules, que usen per transportar l'aliment, manipular objectes, construir caus, i defensar-se. En algunes espècies, dins la boca, hi ha la cambra intrabucal, una mena de petita butxaca que emmagatzema aliment, per després passar-lo a altres formigues o a les larves.
Les sis potes estan ancorades al mesosoma ("tòrax"). Una urpa ganxuda situada a l'extrem de cada pota ajuda l'animal a escalar i a enganxar-se a diverses superfícies. La majoria de reines i de mascles tenen ales; les reines les perden després del vol nupcial, deixant marques visibles que són un tret distintiu de les reines. Tanmateix, en algunes espècies les reines i els mascles tampoc no tenen ales.
El metasoma (l'"abdomen") de les formigues alberga òrgans interns importants, incloent-hi els dels sistemes reproductor, respiratori i excretor. Moltes espècies tenen fiblons que fan servir per atacar les preses i defensar els nius.

### Polimorfisme

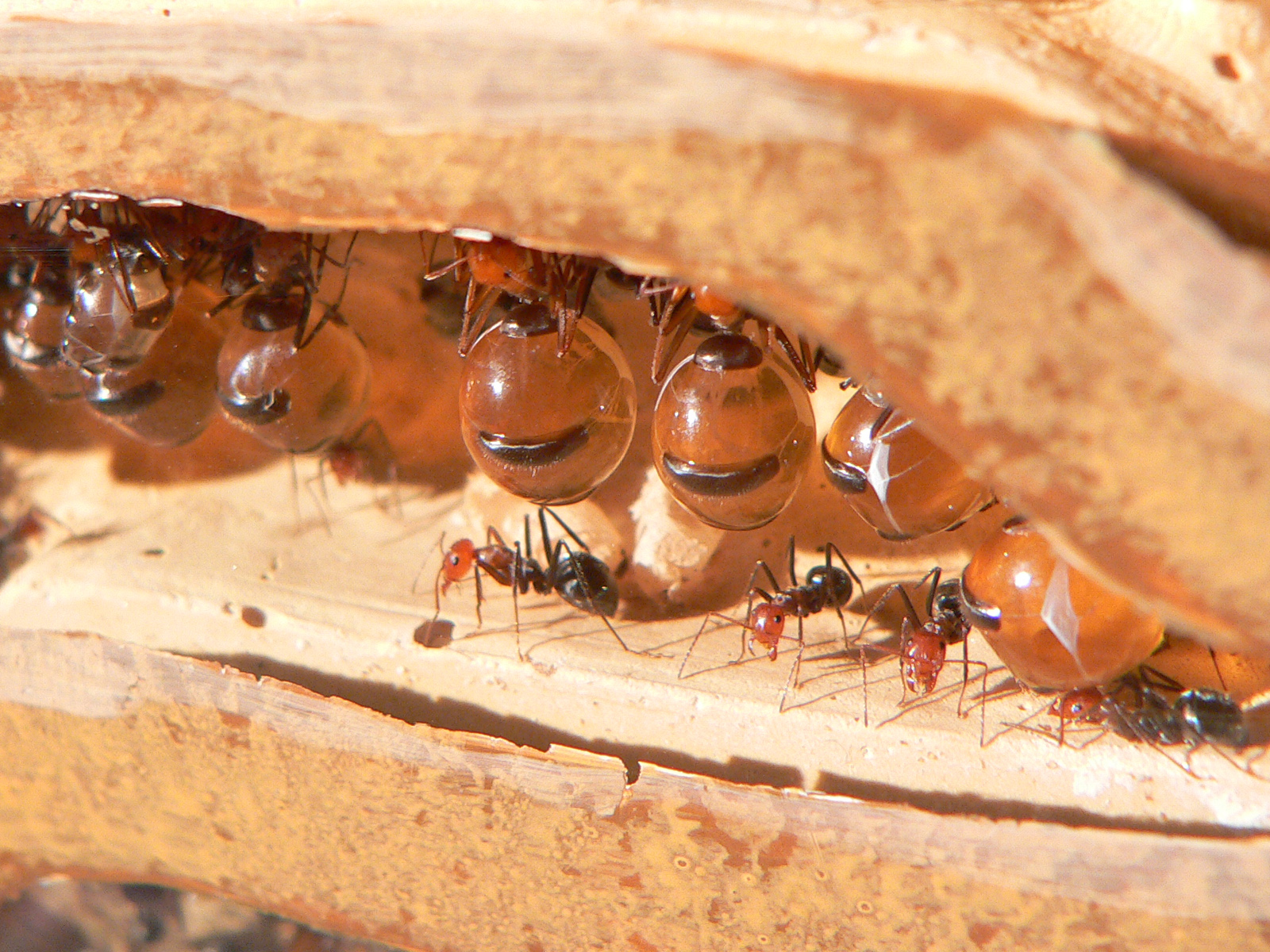
Les formigues meleres emmagatzemen aliments per evitar que la colònia passi fam.

A les colònies d'algunes espècies de formigues, hi ha castes físiques, amb obreres de diferents classes segons la mida, denominades obreres menors, mitjanes i majors. És habitual que les formigues més grosses tinguin caps desproporcionadament grossos, i per tant, unes mandíbules més potents. Aquests exemplars són denominats, a vegades, formigues «soldats» perquè les seves mandíbules més potents les fan més eficients en el combat, tot i que continuen sent obreres i els seus «deures» no solen variar significativament dels de les formigues menors o mitjanes. En algunes espècies no existeixen les formigues mitjanes, i existeix una gran diferència entre les menors i les majors. Les formigues verdes, per exemple, tenen una distinta distribució de mida bimodal. Altres espècies presenten una variació contínua en la mida de les obreres. Les obreres més petites de l'espècie Pheidologeton diversus tenen un pes en sec 500 vegades inferior al de les seves companyes més grans.
Les obreres no poden aparellar-se; tanmateix, a causa del sistema de determinació de gènere haplodiploide de les formigues, les obreres de certes espècies poden pondre ous no fertilitzats que esdevenen mascles haploides completament fèrtils. El paper de les obreres pot canviar amb l'edat, i en algunes espècies, com ara les formigues meleres, algunes obreres joves són alimentades fins que els gàsters se'ls distenen, i serveixen de dipòsits d'aliment vivents. Aquestes obreres emmagatzemadores d'aliment reben el nom de «replets». Inicialment es cregué que aquest polimorfisme en la morfologia i el comportament de les obreres es devia a factors ambientals, com ara la nutrició, i a l'acció de les hormones, que conduïen a diferents tipus de desenvolupament; tanmateix, s'han detectat diferències genètiques entre les castes obreres en espècies del gènere Acromyrmex. Aquests polimorfismes es deuen a canvis genètics relativament petits; les diferències en un únic gen de Solenopsis invicta poden determinar si la colònia tindrà una o diverses reines. La formiga australiana Myrmecia pilosula té un únic parell de cromosomes i els mascles només en tenen un, car són haploides); això representa el nombre de cromosomes més baix conegut al món animal, fent-ne un tema interessant d'estudi en la genètica i la biologia del desenvolupament dels insectes socials.

## Desenvolupament

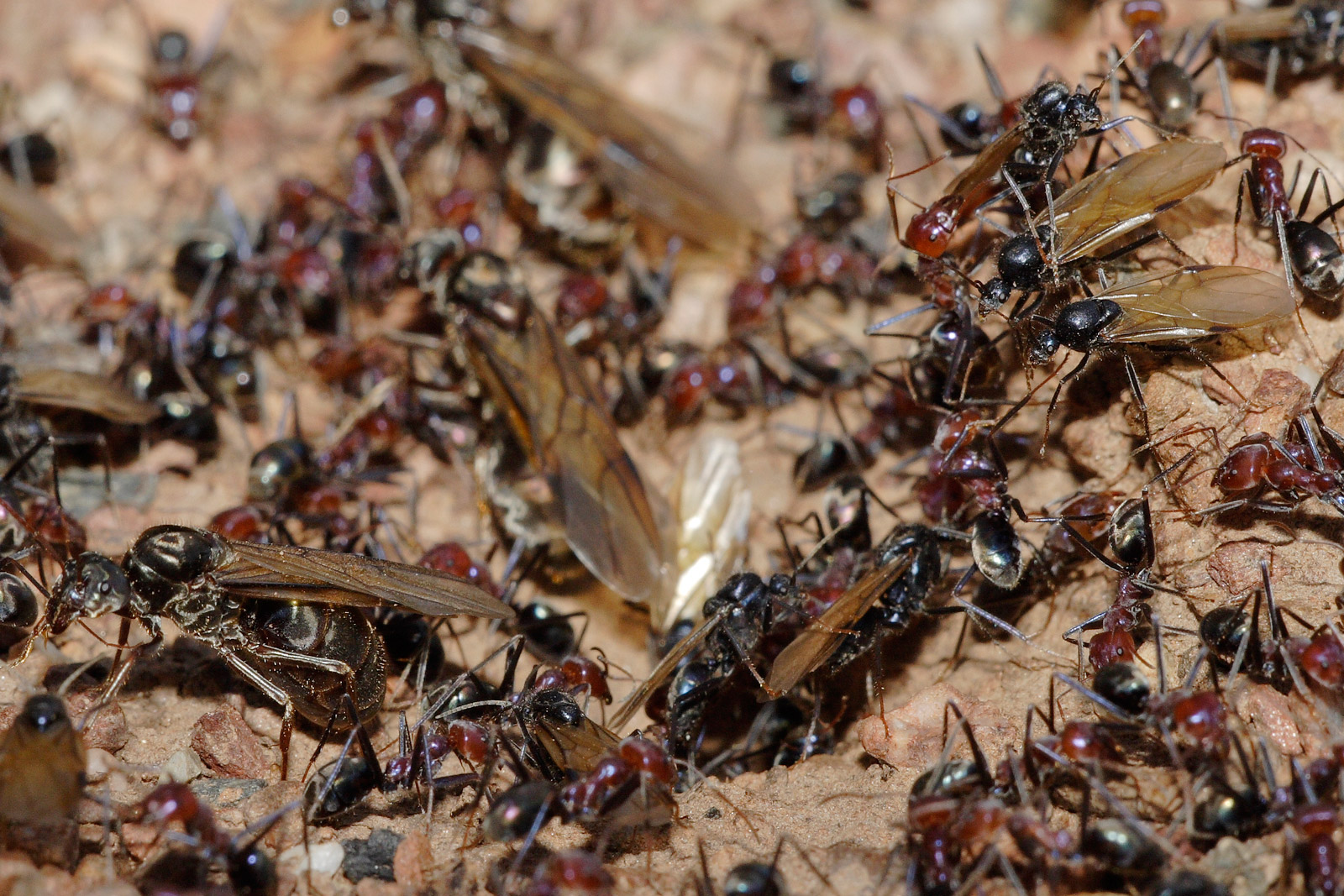
Niu de formigues durant l'eixamenament.

La vida d'una formiga comença en un ou. Si l'ou és fertilitzat, en naixerà una femella (diploide); si no, serà un mascle (haploide). Les formigues es desenvolupen per una metamorfosi completa, és a dir, l'estadi larval passa per un estadi pupal abans de transformar-se en adult. La larva és pràcticament immòbil i és alimentada i cuidada per les obreres. Se li dona aliment per mitjà de la trofal·laxi, un procés en què una formiga regurgita aliment líquid emmagatzemat a la seva ruixa. Els adults també comparteixen d'aquesta manera aliments emmagatzemats dins l'«estómac social». Les larves també poden rebre aliments sòlids com ara ous tròfics, trossos de preses, o aliments portats per obreres recol·lectores. Algunes espècies fins i tot transporten les larves a les preses capturades. Les larves passen una sèrie d'ècdisis i assoleixen l'estadi pupal. La pupa té els membres lliures i no està enganxada al cos com en el cas de les pupes de papallona. La diferenciació entre reines i obreres, ambdues femelles, i quan n'hi ha, entre diferents castes d'obreres queda determinada per la nutrició que reben les larves. Les larves i pupes han de romandre a temperatures bastant constants per assegurar-ne un desenvolupament adient, de manera que, dins la colònia, se les mou sovint d'una cambra de cria a l'altra.
Una obrera nova es passa els primers dies de la seva vida adulta cuidant la reina i les cries. Aleshores, és promoguda a tasques d'excavació i de manteniment del formiguer i, més endavant, a defensar el formiguer i recol·lectar aliment. Aquests canvis poden ser bastant sobtats, i defineixen el que es denominen castes temporals. Una explicació d'aquesta seqüència és suggerida per les nombroses baixes que hi ha en la recol·lecció, fent que només sigui un risc acceptable per les formigues més velles, que probablement moriran aviat de causes naturals.

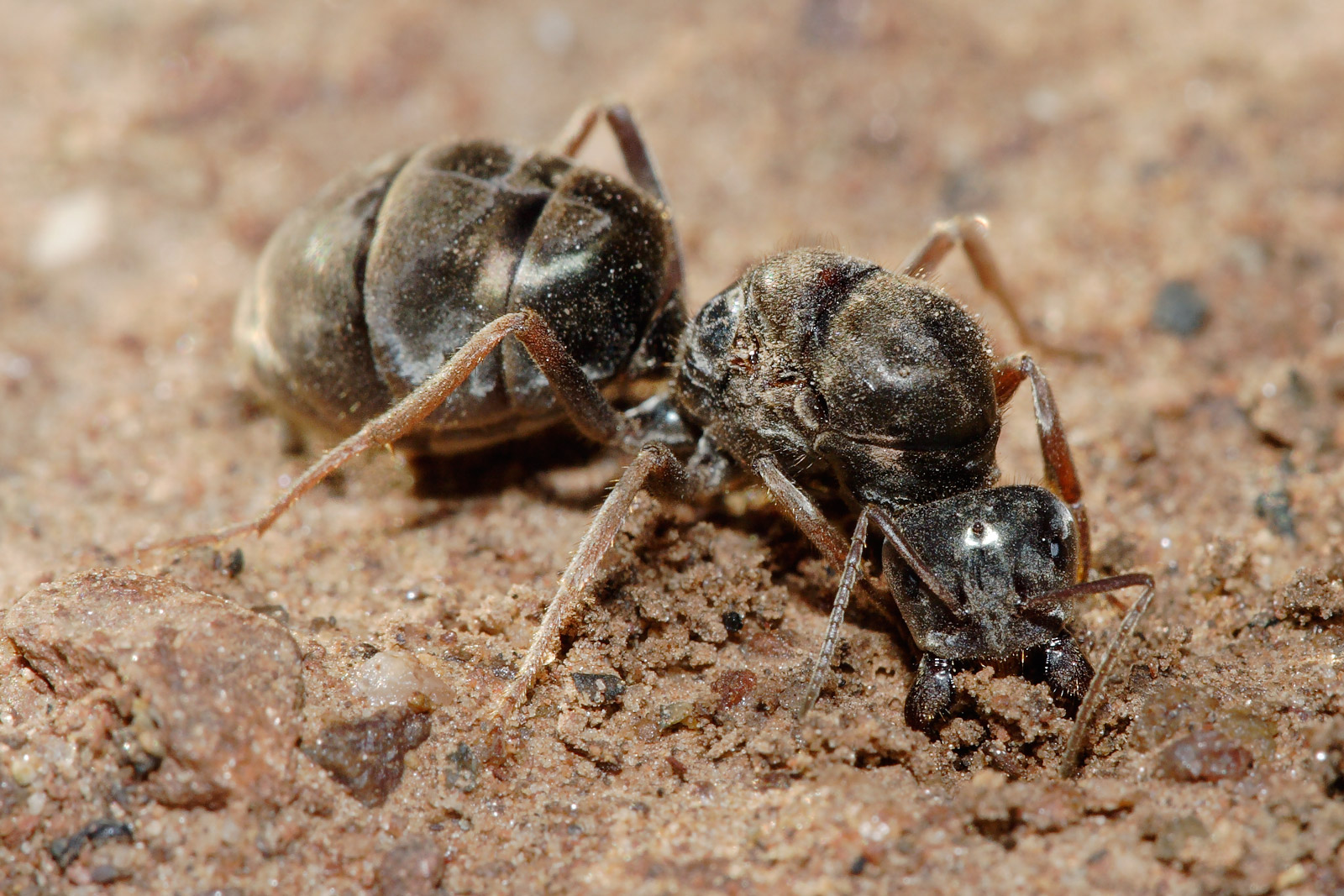
Una reina fertilitzada comença a excavar un nou formiguer.

La majoria d'espècies de formigues tenen un sistema en què només la reina i les femelles fèrtils tenen la capacitat d'aparellar-se. Al contrari del que diu la creença popular, alguns formiguers tenen múltiples reines, mentre que d'altres poden existir sense reines. Les obreres capaces de reproduir-se reben el nom de «gamergates», i les colònies que manquen de reina són colònies de gamergates. Els mascles alats emergeixen de les pupes juntament amb les femelles fèrtils, també alades, i no fan res a la vida a part de menjar i aparellar-se. Pel que fa a les femelles, algunes espècies, com és el cas de les formigues guerreres, tenen femelles no alades.
Durant el curt període d'aparellament, els sexuats, tret de la reina de la colònia, són portats a l'exterior, on altres colònies d'espècies similars fan el mateix. Aleshores, totes les formigues fèrtils alades es posen a volar. L'aparellament té lloc durant el vol i els mascles moren poc després. Les femelles d'algunes espècies s'aparellen amb múltiples mascles. Les femelles que s'han aparellat busquen tot seguit un lloc adient per començar una nova colònia; allí s'arranquen les ales i comencen a pondre els ous i cuidar-los. Les femelles emmagatzemen l'esperma que obtenen durant el vol nupcial per fertilitzar de manera selectiva els futurs ous. Les primeres obreres que neixen són febles i més petites que les que neixen més tard, i comencen a servir la colònia immediatament; amplien el formiguer, busquen aliments i cuiden dels altres ous, que és com comencen les colònies en la majoria de formiguers. En les espècies que tenen múltiples reines, una reina pot abandonar el formiguer, juntament amb algunes obreres, per fundar una nova colònia en un altre indret.
Les colònies de formigues poden ser longeves; les reines poden viure fins a trenta anys, mentre que les obreres en viuen entre un i tres. Els mascles, tanmateix, són més efímers, i només viuen unes quantes setmanes. S'estima que les formigues reines viuen fins a cent vegades més que els insectes solitaris de mida semblant.
Les formigues sobreviuen a l'hivern en un estat de torpor o inactivitat. Les formes d'inactivitat són variades, i en algunes espècies les larves entren en un estat d'inactivitat o diapausa, mentre que en altres només són els adults els que hi entren. Als tròpics, les formigues romanen actives tot l'any.

## Comportament i ecologia

### Comunicació

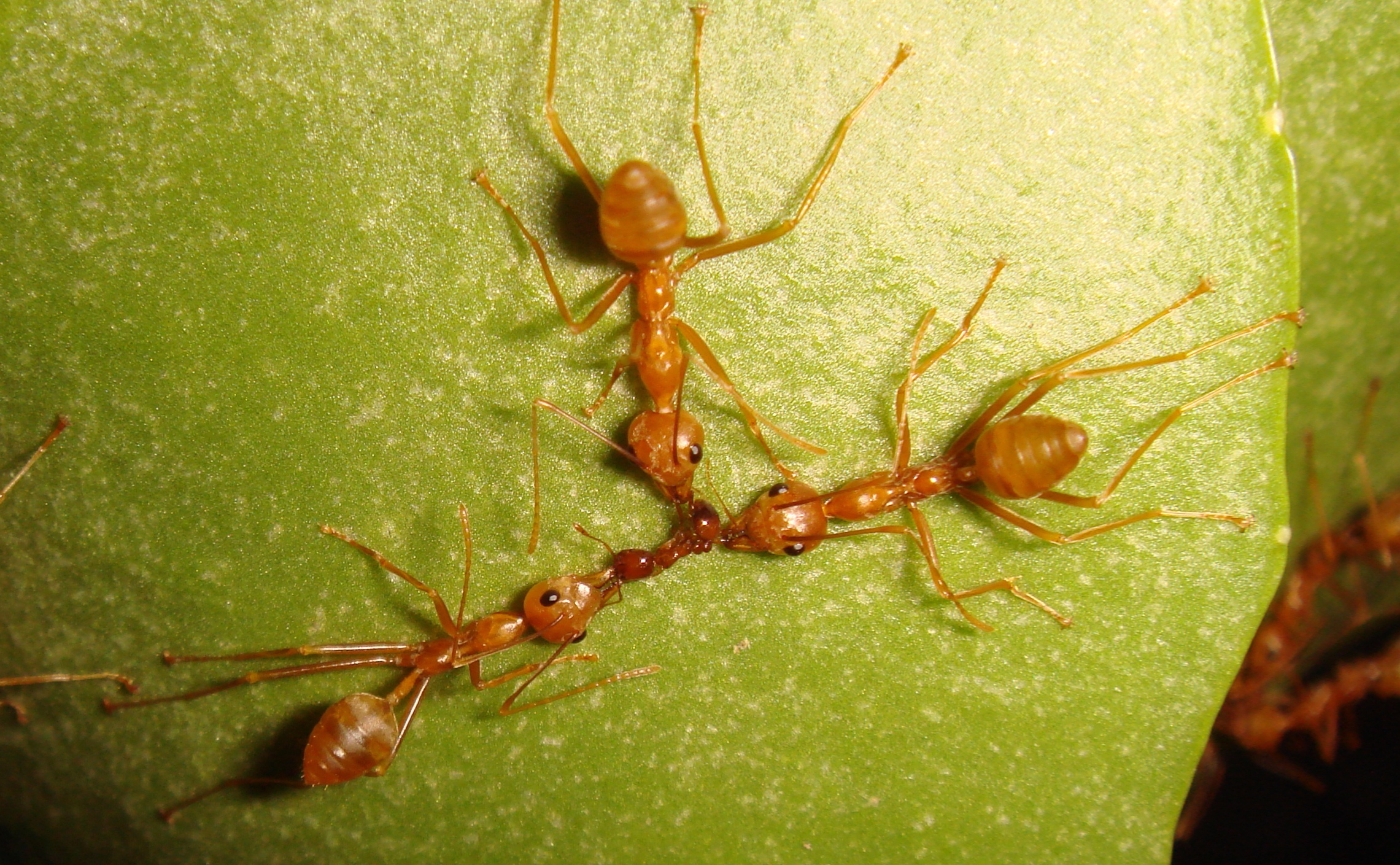
Formigues verdes col·laborant per esquarterar una formiga vermella (les dues situades als extrems tiben mentre que la del mig talla la formiga vermella fins que es trenca).

Les formigues es comuniquen entre elles per mitjà de feromones. Aquests senyals químics estan més desenvolupats en les formigues que en altres grups d'himenòpters. Com altres insectes, les formigues perceben olors amb les seves llargues i primes antenes mòbils. El parell d'antenes ofereix informació sobre la direcció i la intensitat de les olors. Com que la majoria de formigues viu a terra, fan servir la superfície del sòl per deixar rastres de feromones que les altres formigues poden seguir. En les espècies que recol·lecten en grups, un recol·lector que troba aliment deixa un rastre quan torna al formiguer; les altres formigues segueixen aquest rastre, i després el reforcen quan tornen al formiguer amb menjar. Quan s'exhaureix la font d'aliment, les formigues ja no van deixant rastre, i les feromones es dissipen lentament. Aquest comportament ajuda les formigues a adaptar-se als canvis en el seu ambient. Per exemple, quan un camí establert vers una font d'aliment queda bloquejat per un obstacle, els recol·lectors l'abandonen per explorar noves rutes. Si una formiga té èxit, deixa un nou rastre durant el seu retorn per marcar la ruta més curta. Els camins bons són seguits per més formigues, reforçant-ne el rastre i trobant de manera gradual el millor camí.
Les formigues utilitzen les feromones també en altres accions; per exemple, una formiga esclafada allibera una feromona d'alarma que posa les formigues pròximes en un frenesí atacant i atreu més formigues d'altres llocs. Algunes espècies fins i tot fan servir "feromones de propaganda" per confondre les formigues enemigues i fer-les lluitar entre elles. Les feromones són produïdes per una gran varietat d'estructures, incloent-hi glàndules de Dufour, glàndules verinoses, glàndules de l'intestí, pigidi, recte, estèrnum i la tíbia posterior. Les feromones també poden ser intercanviades quan es barregen amb menjar i són traspassades per mitjà de trofal·laxi, acció que permet transmetre informació dins de la colònia. Això permet a les formigues determinar a quin grup de treball (per exemple, recol·lectar o mantenir el formiguer) pertanyen els altres membres de la colònia. En les espècies amb castes de reines, les obreres comencen a criar noves reines a la colònia quan la reina dominant deixa de produir una feromona específica. Algunes formigues produeixen sons per mitjà de l'estridulació, utilitzant els segments del gàster i les mandíbules. Els sons poden servir per comunicar-se amb membres de la colònia o amb altres espècies.

### Defensa

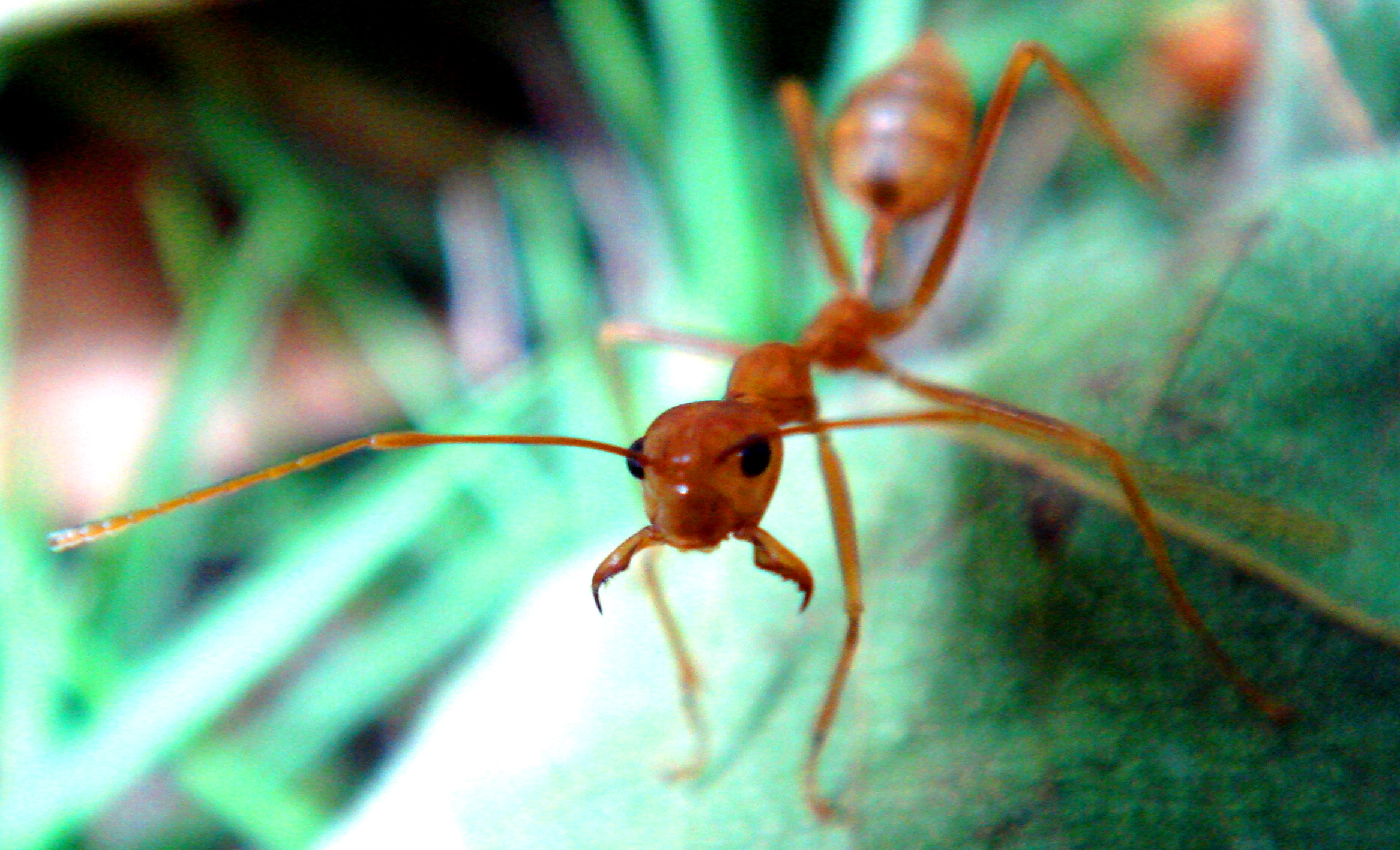
Una formiga verda en posició de combat, amb les mandíbules ben obertes.

Les formigues ataquen i es defensen per mitjà de mossegades, i en moltes espècies també picades, sovint injecten o polvoritzen substàncies com ara l'àcid fòrmic. Es considera que Paraponera clavata originària de Nord-amèrica, Centreamèrica i Sud-amèrica, té la picada més dolorosa de qualsevol insecte, tot i que no sol ser fatal per als humans. Aquesta picada rep la puntuació més alta en l'índex Schmidt de dolor de picades. La picada de Myrmecia pilosula pot ser letal, però se n'ha desenvolupat un antiverí. Les Solenopsis són úniques, ja que tenen un sac de verí que conté alcaloides de piperidina. Les seves picades són doloroses i poden ser perilloses en el cas de les persones hipersensibles.
Les formigues del gènere Odontomachus estan dotades de mandíbules anomenades "mandíbules-trampa". Aquests mecanismes de catapulta requereixen una gran sèrie de músculs que són activats per un "disparador". El moviment és increïblement ràpid, i les llargues mandíbules es tanquen en 0,13 mil·lisegons en el cas de l'espècie Odontomachus bauri. Aquest és un moviment molt més ràpid que qualsevol altra acció depredadora en el regne animal. Abans d'activar-se, les mandíbules queden ben obertes i encallades en la posició oberta; l'activació és desencadenada per l'estimulació d'uns pèls sensorials al costat de les mandíbules. Quan cal fer altres tasques, les mandíbules poden moure's lentament i precisa. Les "mandíbules-trampa" també estan presents en algunes formigues de la tribu dels Dacetini, en el que és un exemple d'evolució convergent.

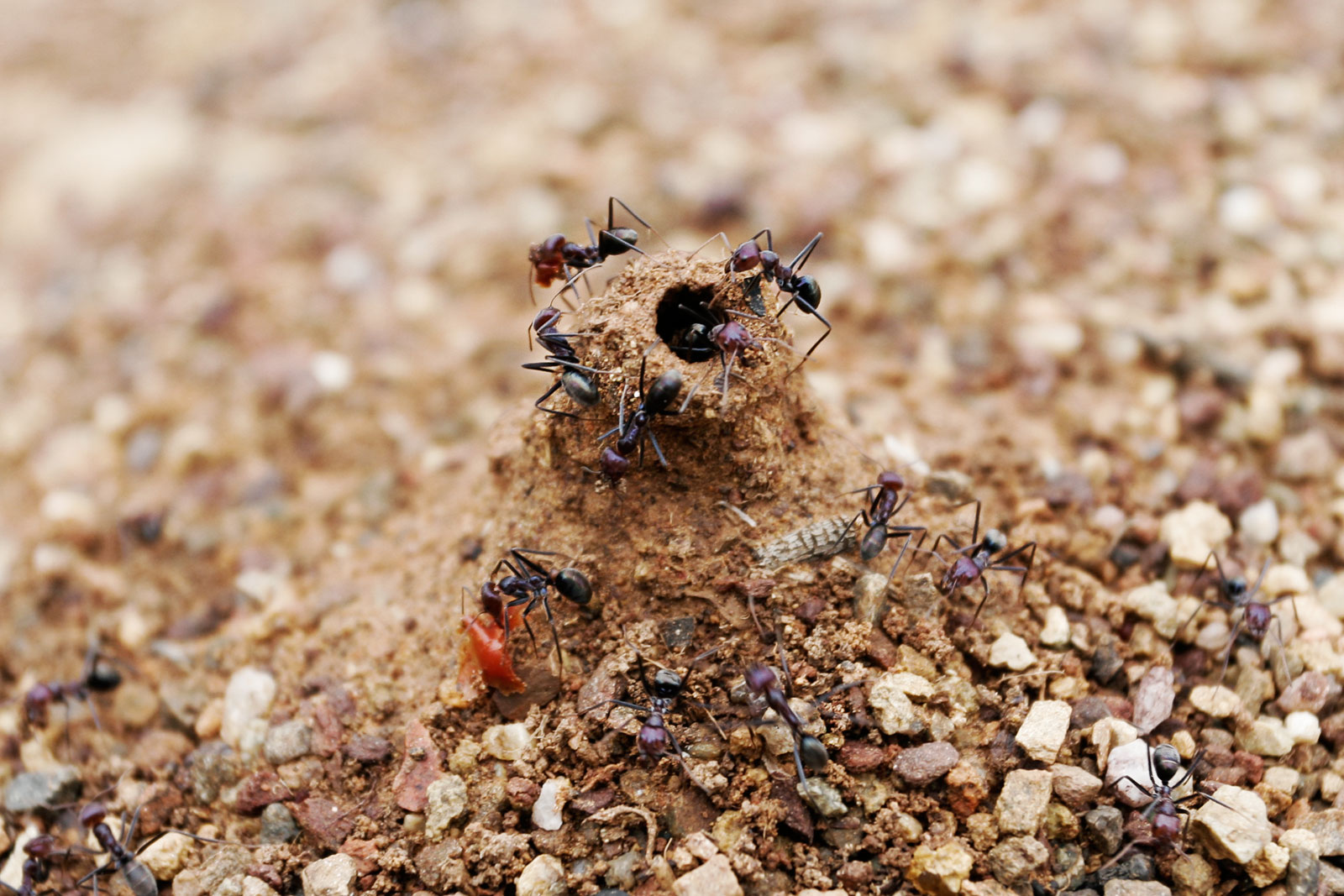
Els forats dels formiguers estan bastits de manera que impedeixin que hi entri l'aigua de la pluja.

A més de defensar-se dels depredadors, les formigues han de protegir les seves colònies dels patògens. Algunes formigues obreres s'encarreguen de la higiene de la colònia, i les seves activitats inclouen eliminar els cadàvers de companyes mortes. S'ha identificat l'àcid oleic com el compost alliberat per les formigues mortes que provoca aquest comportament en Atta mexicana.
L'elaborada arquitectura del formiguer protegeix les formigues d'amenaces naturals com ara les inundacions i el sobreescalfament. Un cas molt curiós és el de les obreres de Cataulacus muticus, una espècie arborícola que viu dins els troncs buits dels arbres, que combaten les inundacions bevent aigua dins el niu i expulsant-la a l'exterior.

### Aprenentatge
Molts animals poden aprendre comportaments per imitació però és possible que les formigues siguin l'únic grup, a part dels mamífers, en què s'ha observat un ensenyament interactiu. Una recol·lectora experimentada de Temnothorax albipennis condueix una companya inexperimentada a una font d'aliment recentment descoberta pel mitjà del procés extremament lent del reclutament en tàndem. La formiga "alumna" obté coneixements de la seva "tutora". Tant la tutora com l'alumna reconeixen molt bé com va el progrés de la seva companya, fent que la tutora vagi més lenta quan l'alumna es queda enrere, i que acceleri quan l'alumna s'acosta massa.
Experiments controlats amb colònies de Cerapachys biroi suggereixen que els individus poden triar el seu paper en el formiguer basant-se en la seva experiència anterior. Una generació sencera d'obreres idèntiques fou dividida en dos grups dels quals es controlà l'èxit en la recol·lecció d'aliment. A un grup se li oferiren preses contínuament, mentre que a l'altre sempre se'l feia fracassar. Com a resultat, els membres del grup amb èxit intensificaren la seva activitat recol·lectora mentre que el grup sense èxit sortia cada vegada menys del niu. Un mes més tard, els recol·lectors amb èxit continuaven amb el seu paper, mentre que la resta havia canviat per especialitzar-se en la cura de les cries.

### Construcció del formiguer

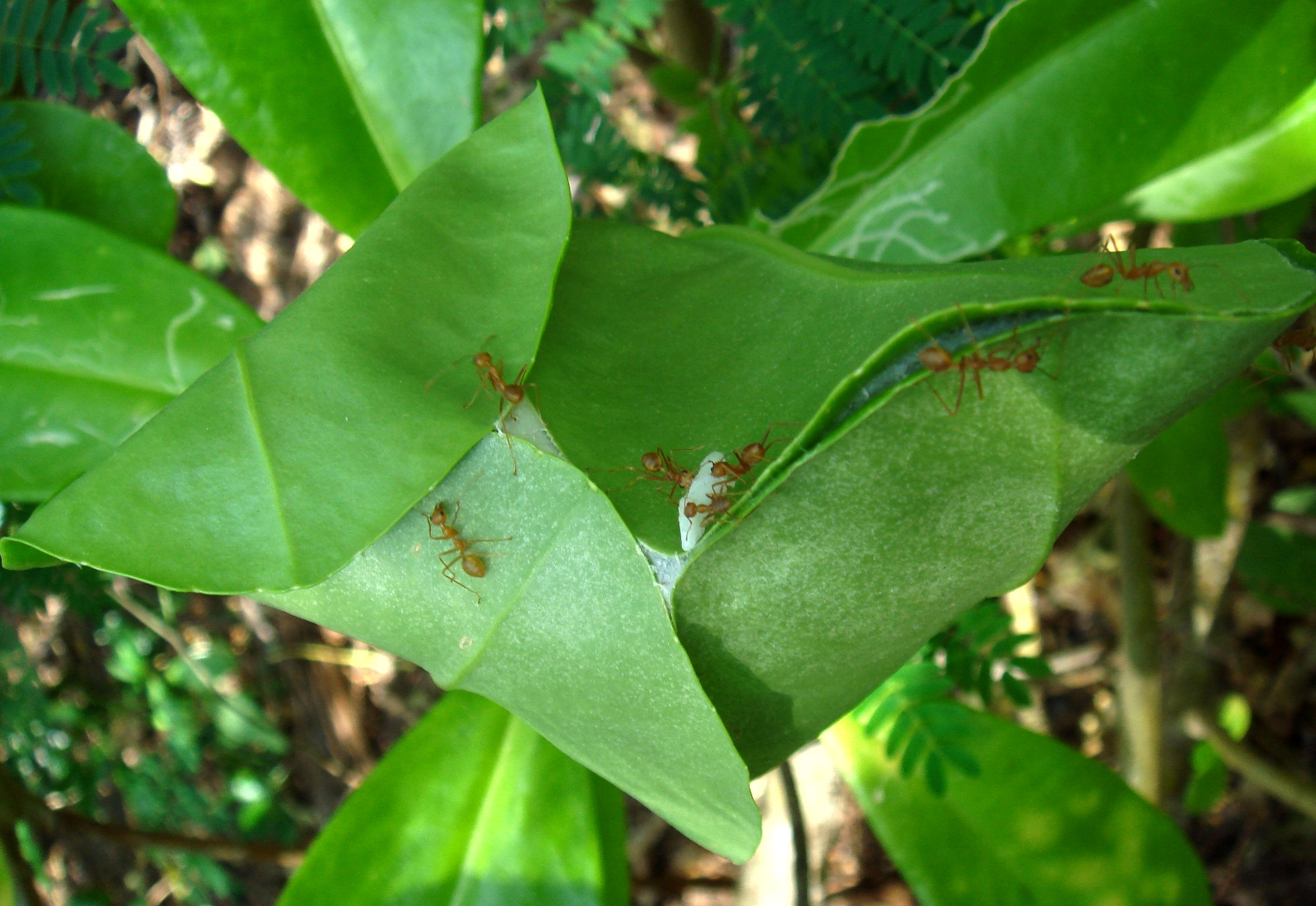
Niu de fulles de formigues verdes. Pamalican, Filipines.

Moltes formigues basteixen nius complexos, però altres espècies són nòmades i no construeixen estructures permanents. Les formigues poden bastir nius subterranis o construir-los en arbres. Aquests nius poden trobar-se sota terra, sota pedres o troncs, dins de troncs, dins de tiges buides o fins i tot aglans. Els materials que utilitzen per construir el formiguer inclouen el sòl i matèria vegetal, i les formigues trien el lloc on bastir el formiguer amb cura; Temnothorax albipennis evita els indrets amb formigues mortes, car això pot indicar la presència de plagues o malalties. Abandonen els formiguers ràpidament al primer senyal d'amenaça.
Les formigues guerreres de Sud-amèrica i les formigues viatgeres d'Àfrica no construeixen formiguers permanents sinó que van alternant el nomadisme amb etapes en què les obreres formen un niu temporal (bivac) a partir dels seus propis cossos, agafant-se l'una a l'altra.
Les obreres de la formiga verda construeixen nius als arbres enganxant fulles; primer les uneixen per mitjà de ponts d'obreres i després fan que les larves produeixin seda a mesura que les mouen per les vores de les fulles. S'han observat mètodes de construcció similars en algunes espècies de Polyrhachis.

### Conreu d'aliments

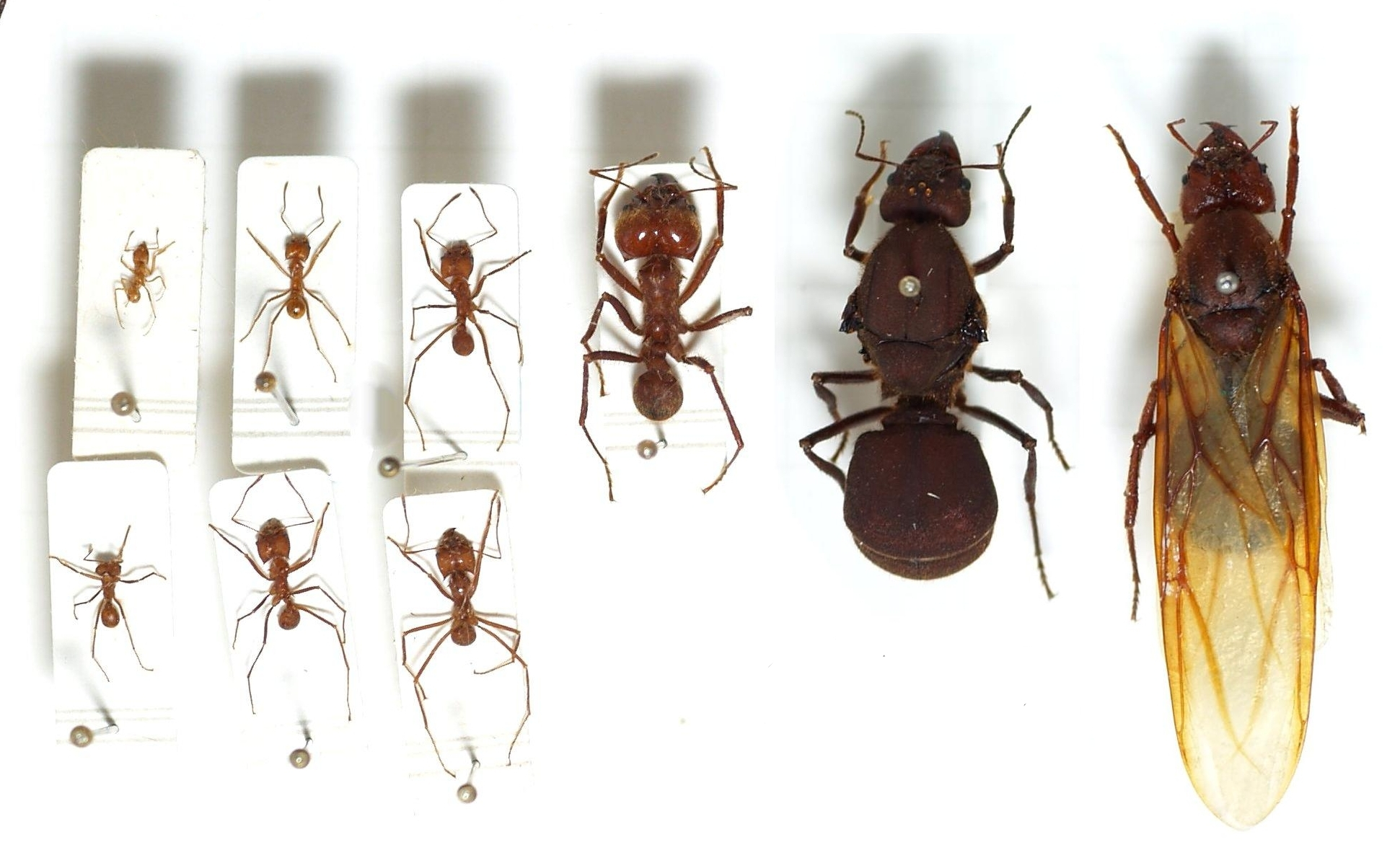
Obreres Atta de diverses castes (esquerra) i dues reines (dreta).

Les formigues de la tribu Attini s'alimenten exclusivament d'un fong que només creix dins les seves colònies. Recullen contínuament fulles que després porten a la colònia, les tallen en trossets petits i les posen en jardins de fongs. Les obreres s'especialitzen en tasques segons la seva mida; les més grans tallen tiges, les mitjanes masteguen les fulles i les més petites cuiden dels fongs.
Aquestes formigues són prou sensibles com per reconèixer la reacció dels fongs a diferents tipus de vegetals, detectant aparentment senyals químics dels fongs. Si un determinat tipus de fulla és tòxica pel fong, la colònia ja no en recollirà més. Les formigues s'alimenten d'unes estructures produïdes pels fongs anomenades gongilidis. Uns bacteris simbiòtics que es troben a la superfície exterior de les formigues produeixen uns antibiòtics que eliminen els bacteris que podrien danyar els fongs.

### Navegació
Les formigues recol·lectores recorren distàncies de fins a 200 metres del seu niu i solen trobar el camí de retorn gràcies als rastres d'olor. Algunes formigues surten a buscar l'aliment de nit. Les formigues que surten de dia en regions caloroses i àrides corren el perill de morir dissecades, de manera que la capacitat de trobar més ràpidament el camí de tornada redueix aquest risc. Les formigues diürnes del desert (Cataglyphis fortis) utilitzen referències visuals amb combinació amb altres indicis per orientar-se. En absència de referències visuals, l'espècie molt propera Cataglyphis bicolor s'orienta recordant la direcció i la distància que ha recorregut, com si tinguessin un podòmetre que compta quantes passes han fet en cada direcció. Processen aquesta informació per trobar el camí de tornada al niu el més ràpid possible. Algunes espècies de formigues són capaces d'utilitzar el camp magnètic terrestre. Els ulls composts de les formigues tenen cèl·lules especialitzades que detecten la llum polaritzada del Sol, que fan servir per determinar la direcció.

## Locomoció

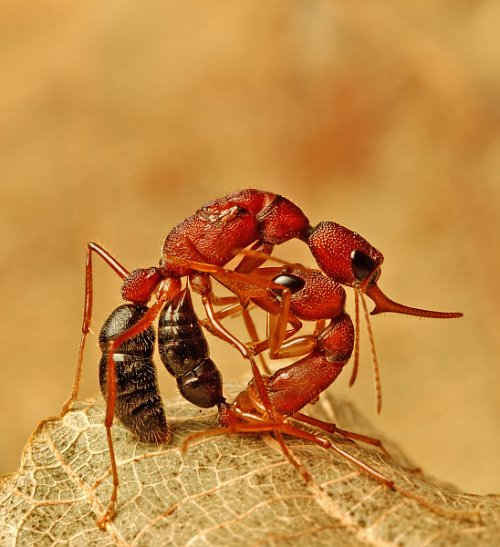
Harpegnathos saltator, una formiga saltadora.

Les formigues obreres no tenen ales i les femelles fèrtils les perden després del vol nupcial per a fundar la seva pròpia colònia. Per tant, a diferència dels seus avantpassats vespiformes, la majoria de formigues es desplacen caminant. Algunes formigues són capaces de saltar. Per exemple, Harpegnathos saltator és capaç de saltar sincronitzant l'acció dels seus parells de potes mitjà i posterior. Hi ha diverses espècies de formigues planadores, incloent-hi Cephalotes atratus; aquest pot ser un tret comú en la majoria de formigues arborícoles. Les formigues amb aquesta habilitat són capaces de controlar la direcció del seu descens quan cauen.
Altres espècies de formigues poden formar cadenes per superar forats per sobre d'aigua, a sota terra, o a través d'espais en la vegetació. Algunes formigues també creen rais flotants que els ajuden a sobreviure a les inundacions. Aquests rais poden tenir un paper a l'hora de permetre que les formigues colonitzin illes. Polyrhachis sokolova, una espècie de formiga originària dels aiguamolls amb manglars d'Austràlia, pot nedar i viure en nius subaquàtics. Com que no tenen brànquies, aquestes formigues respiren de butxaques d'aire atrapades en els nius submergits.

### Cooperació i competició

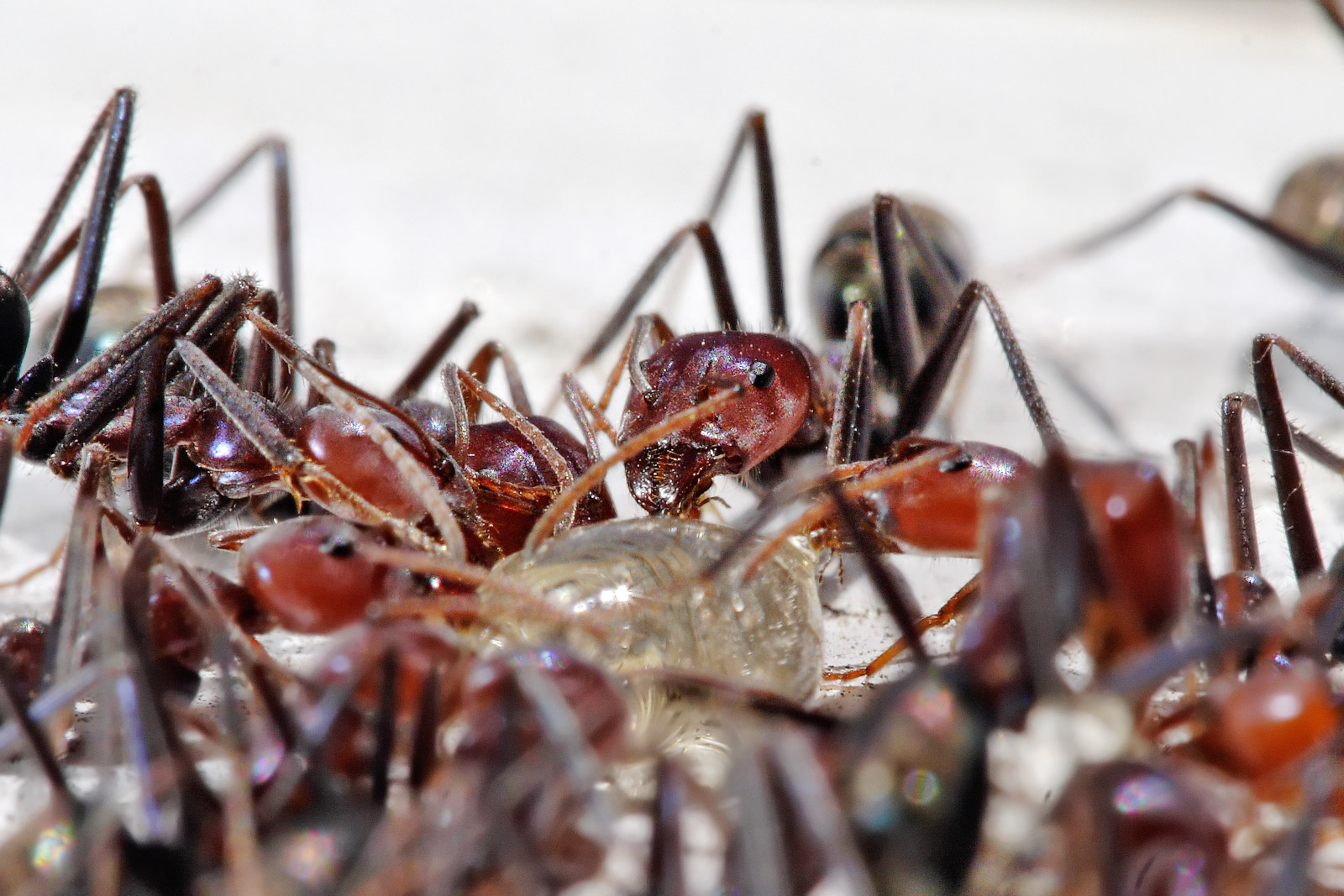
Aquestes Iridomyrmex purpureus s'alimenten de mel. Les formigues socials cooperen i recol·lecten aliment col·lectivament.

No totes les formigues tenen el mateix tipus de societats. Les formigues buldog d'Austràlia són unes de les formigues més grans i més basals (primitives). Com pràcticament totes les formigues, són eusocials, però el seu comportament social està poc desenvolupat en comparació amb altres espècies. Cada exemplar caça sol, utilitzant els seus grans ulls per trobar preses en lloc de fer servir els sentits químics.
Algunes espècies (com ara Tetramorium caespitum) ataquen i capturen colònies de formigues properes. Altres són menys expansionistes però igual d'agressives; envaeixen colònies per robar ous o larves, que o bé es mengen o bé les crien com a obreres/esclaves. Entre les formigues que fan ràtzies, n'hi ha algunes de molt especialitzades, com ara la formiga amazona, que són incapaces d'alimentar-se i necessiten obreres capturades per sobreviure.
Les formigues identifiquen les seves companyes per mitjà de l'olor, que prové de les secrecions amb hidrocarburs que cobreixen el seu exoesquelet. Si una formiga se separa de la seva colònia original, finalment, perd l'olor de la seva colònia. Qualsevol formiga que entri en una colònia sense tenir-ne l'olor serà atacada.
Les espècies de formigues parasitàries entren en les colònies de les formigues hostes i se situen com a paràsits socials; espècies com ara Strumigenys xenos són totalment parasitàries i no tenen obreres, sinó que s'alimenten del menjar recollit pels seus hostes Strumigenys perplexa. Aquesta forma de parasitisme es pot observar en molts gèneres de formigues, però la formiga parasitària sol ser una espècie estretament relacionada amb el seu hoste. Els paràsits utilitzen una varietat de mètodes per entrar al formiguer de l'hoste. Una reina parasitària pot entrar al niu hoste abans que es descloguin les primeres larves, establint-se abans que aparegui l'olor de la colònia. Altres espècies utilitzen feromones per confondre els hostes o per enganyar-los de manera que portin la reina parasitària dins el niu. Algunes simplement s'obren pas combatent.
El conflicte entre sexes es pot observar en algunes espècies de formigues en què els exemplars fèrtils aparentment combaten per produir descendència que estigui tan properament relacionada amb ells com sigui possible. La forma més extrema d'això implica la producció de descendència clònica. L'extrem del conflicte sexual s'observa en Wasmannia auropunctata, en què les reines produeixen filles diploides per mitjà de partenogènesi telitòquica, i els mascles produeixen clons per mitjà d'un procés en què un ou diploide perd la seva contribució materna per generar mascles haploides que són clons del pare.

## Relació amb altres organismes
Les formigues tenen relacions simbiòtiques amb una varietat d'espècies, incloent-hi altres formigues, insectes, plantes i fongs. Són les preses de molts animals i fins i tot alguns fongs. Algunes espècies d'artròpodes es passen part de la vida dins de formiguers, o bé alimentant-se de les formigues, les seves larves, els seus ous i les seves reserves d'aliments, o bé amagant-se dels depredadors. Aquests inquilins poden assemblar-se molt a les formigues. La naturalesa d'aquesta imitació de les formigues (mirmecomòrfia) varia, i en alguns casos inclou mimetisme batesià, en què el mimetisme redueix el risc de depredació. Altres presenten mimetisme wasmannià, un tipus de mimetisme observat únicament en inquilins.

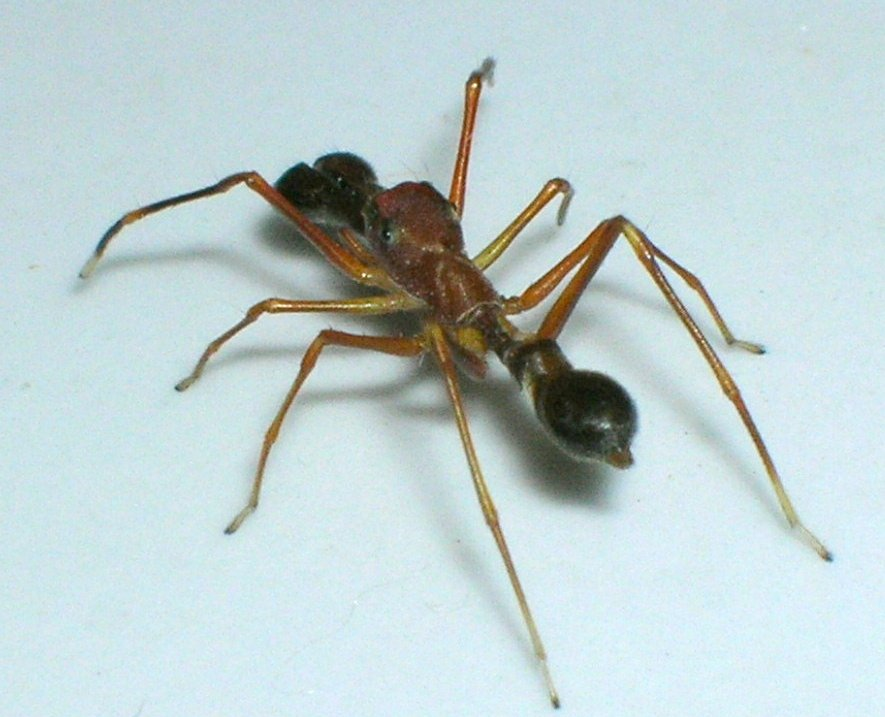
L'aranya Myrmarachne plataleoides imita les formigues verdes per evitar els depredadors; aquest mascle sembla una formiga que en porta una altra.

Els pugons i altres insectes hemípters secreten un líquid dolç anomenat mel de melada quan s'alimenten de saba. Els sucres de la mel de melada són una font d'aliment d'alt contingut energètic, que recol·lecten moltes espècies de formigues. En alguns casos, els pugons secreten la mel de melada en resposta als copets que els fan les formigues amb les antenes. Les formigues, a canvi, mantenen a ratlla els depredadors i porten els pugons d'una font d'aliment a l'altra. Quan migren a una nova àrea, moltes colònies s'emporten els pugons per assegurar-se un subministrament continu de mel de melada. Les formigues també mantenen cotonets per recollir-ne la mel de melada. Els cotonets poden esdevenir una plaga seriosa de les pinyes si hi ha formigues disposades a protegir-los dels seus enemics naturals.
Les erugues mirmecòfiles de la família dels licènids (per exemple, les blavetes o les erugues barrinadores) són cuidades per les formigues, que les porten a alimentar-se durant el dia, i que les protegeixen dins el formiguer durant la nit. Les erugues tenen una glàndula que secreta mel de melada quan les formigues hi fan massatges. Algunes erugues emeten vibracions i sons que són percebuts per les formigues. Altres erugues han passat de ser mirmecòfiles a mirmecòfagues; aquestes erugues menjadores de formigues secreten una feromona que fa que les formigues actuïn com si l'eruga fos una de les seves pròpies larves. Aleshores, les formigues la porten al formiguer, on l'eruga devora les larves de formiga.
Les formigues de la tribu Attini, incloent-hi les formigues talladores de fulles, conreen certes espècies de fongs dels gèneres Leucoagaricus o Leucocoprinus, dins la família dels agaricacis. En aquest mutualisme entre les formigues i els fongs, cada espècie depèn de l'altra per sobreviure. La formiga Allomerus decemarticulatus ha desenvolupat una associació a tres bandes amb la planta hoste Hirtella physophora (Chrysobalanaceae), i un fong enganxifós que els serveix per atrapar les seves preses insectes.

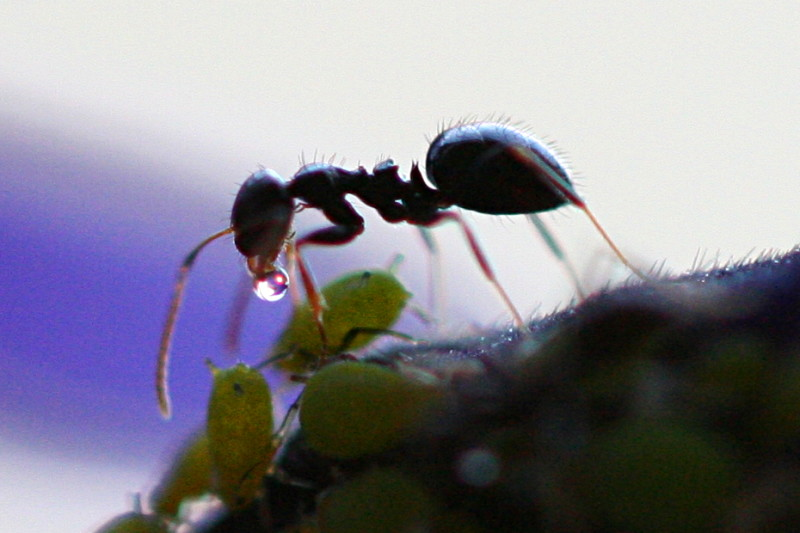
Una formiga recull mel de melada d'un pugó.

Les formigues Myrmelachista schumanni creen «jardins del diable» matant les plantes del voltant per mitjà de picades, deixant únicament els arbres on fan els nius, Duroia hirsuta. Això permet als arbres multiplicar-se i ofereix més llocs per viure a les formigues. Alguns arbres tenen nectaris que subministren aliment a les formigues, les quals a canvi protegeixen la planta d'insectes herbívors. Espècies centre-americanes com ara l'acàcia Acacia cornigera posseeixen pues buides que alberguen colònies de formigues picadores (Pseudomyrmex ferruginea) que defensen l'arbre dels insectes, mamífers brostejadors, i plantes enfiladisses epífites. Estudis basats en l'etiquetatge isotòpic suggereixen que les plantes també obtenen nitrogen de les formigues simbiòtiques. A canvi, les formigues obtenen aliment de cossos beltians rics en lípids i proteïnes. Un altre exemple d'aquest tipus d'endosimbiosi és el de l'arbre Macaranga, les tiges del qual estan adaptades per albergar colònies de la formiga Crematogaster.
Moltes espècies d'arbres tropicals tenen, llavors, que són escampades per les formigues. La dispersió de llavors per part de les formigues, o mirmecocòria, és especialment habitual a Àfrica i Austràlia. Algunes plantes en herbassars propensos al foc són especialment dependents de les formigues per sobreviure i estendre's. Moltes de les llavors dispersades per les formigues tenen unes estructures externes especials, eleosomes, que són valuoses com a aliment per les formigues. En els ous dels insectes bastó es pot observar una convergència, possiblement una forma de mimetisme. Aquests ous tenen una estructura comestible similar a l'eleosoma, de manera que les formigues els porten als formiguers, on es desclouen.

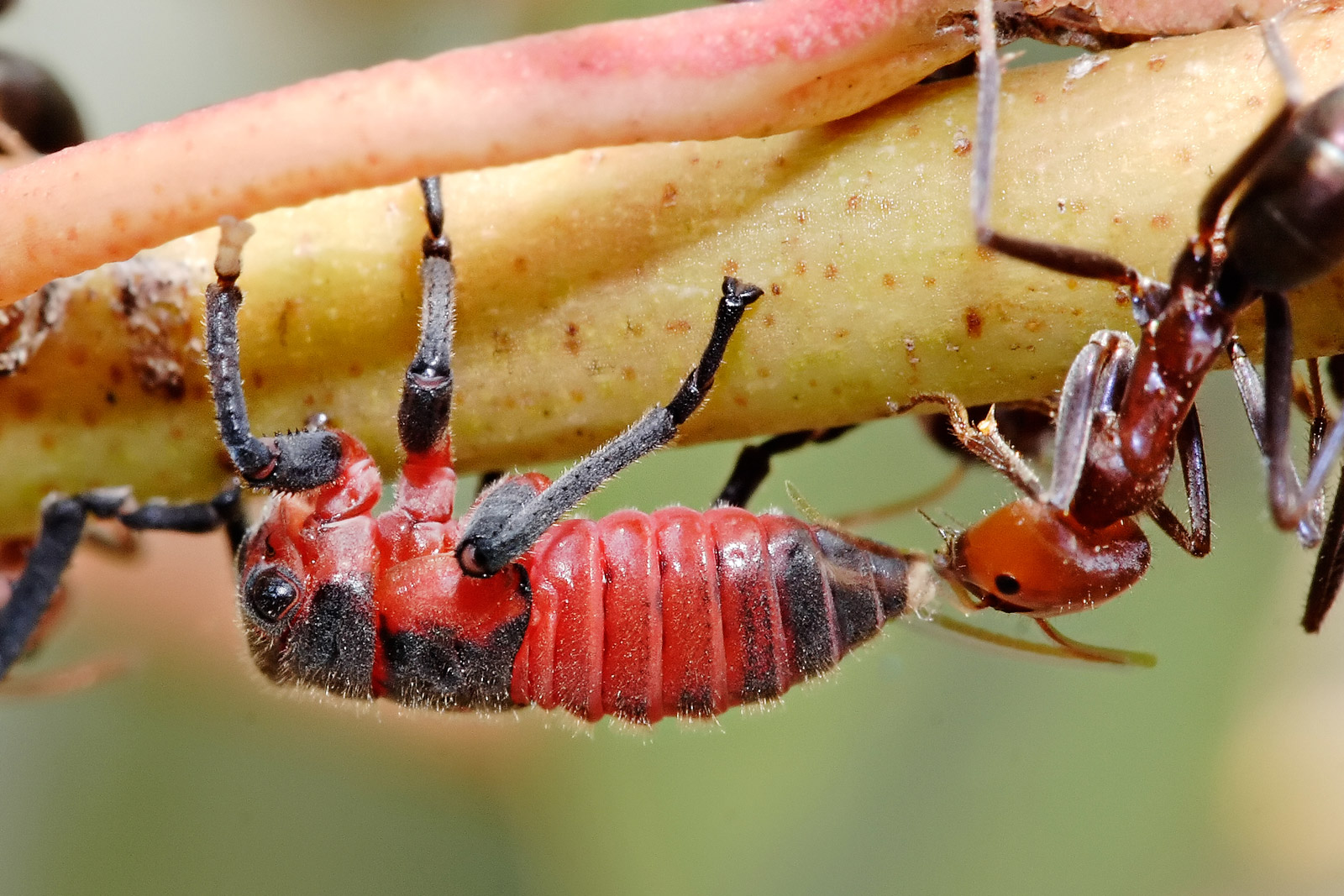
Una Iridomyrmex purpureus tenint cura d'una nimfa de cicadèl·lid.

Les mosques del gènere del Vell Món Bengalia (família dels cal·lifòrids) són predadores de les formigues i són cleptoparàsits, roben preses o cries de les mandíbules de les formigues adultes. Les femelles mancades d'ales i de potes de la mosca fòrida malaia Vestigipoda myrmolarvoidea viuen als nius de les formigues Aenictus, i són cuidades per elles.
El fong Cordyceps infecta les formigues i fa que s'enfilin a les plantes i clavin les mandíbules en el teixit de les plantes. El fong mata la formiga, creix gràcies a les seves restes, i produeix un cos fructífer. Sembla que el fong altera el comportament de la formiga per facilitar la dispersió de les espores. Els paràsits estrepsípters també manipulen el comportament de la formiga perquè aquesta s'enfili a la tija d'una planta i ajuda el paràsit a trobar parella. Un nematode (Myrmeconema neotropicum) que infecta les formigues Cephalotes atratus fa que els gàsters negres de les obreres esdevinguin vermells. El paràsit també modifica el comportament de la formiga, fent que porti ben alt el gàster. Els ocells confonen aquests conspicus gàsters vermells amb fruits madurs com ara Hyeronima alchorneoides, i se'ls mengen. Els excrements dels ocells són recollits per altres formigues, que les donen com a aliment a les cries, contribuint a l'expansió del nematode.
Les granotes sud-americanes del gènere Dendrobates s'alimenten principalment de formigues, i les toxines que secreten per la pell poden tenir l'origen en aquests insectes. Alguns ocells tamnofílids sud-americans segueixen les formigues guerreres per alimentar-se dels insectes que queden al descobert després del pas de les formigues. Antigament aquest comportament era considerat mutualístic, però estudis més recents demostren que en realitat es tracta de cleptoparasitisme, car els ocells roben preses. Els ocells tenen un comportament peculiar anomenat "formigatge" que encara no està del tot comprès. Reposen sobre de formiguers, o recullen formigues per posar-se-les a les ales i les plomes; és possible que ho facin per eliminar ectoparàsits. Els formiguers gegants, els pangolins i algunes espècies de marsupials d'Oceania tenen adaptacions especials per alimentar-se de formigues. Aquestes adaptacions inclouen una llengua llarga i enganxifosa per atrapar les formigues, i urpes potents per obrir-ne els formiguers. Els ossos bruns també s'alimenten de formigues, i aproximadament un 12%, 16% i 4% del seu volum d'excrements (a la primavera, l'estiu i la tardor, respectivament) es compon de formigues.

## Sistemàtica
La família Formicidae es subdivideix amb les següents subfamílies:
- Subfamília Agroecomyrmecinae
- Subfamília Amblyoponinae
- Subfamília Aneuretinae
- Subfamília Apomyrminae (inlosa en Amblyoponinae en algunes classificacions)
- Subfamília Dolichoderinae
- Subfamília Dorylinae
- Subfamília Ectatomminae
- Subfamília Formicinae
- Subfamília Heteroponerinae
- Subfamília Leptanillinae
- Subfamília Martialinae
- Subfamília Myrmeciinae
- Subfamília Myrmicinae
- Subfamília Ponerinae
- Subfamília Pseudomyrmecinae

Subfamílies fòssils
- Subfamília Brownimeciinae †
- Subfamília Formiciinae †
- Subfamília Haidomyrmecinae †
- Subfamília Sphecomyrminae †

## Relació amb els humans

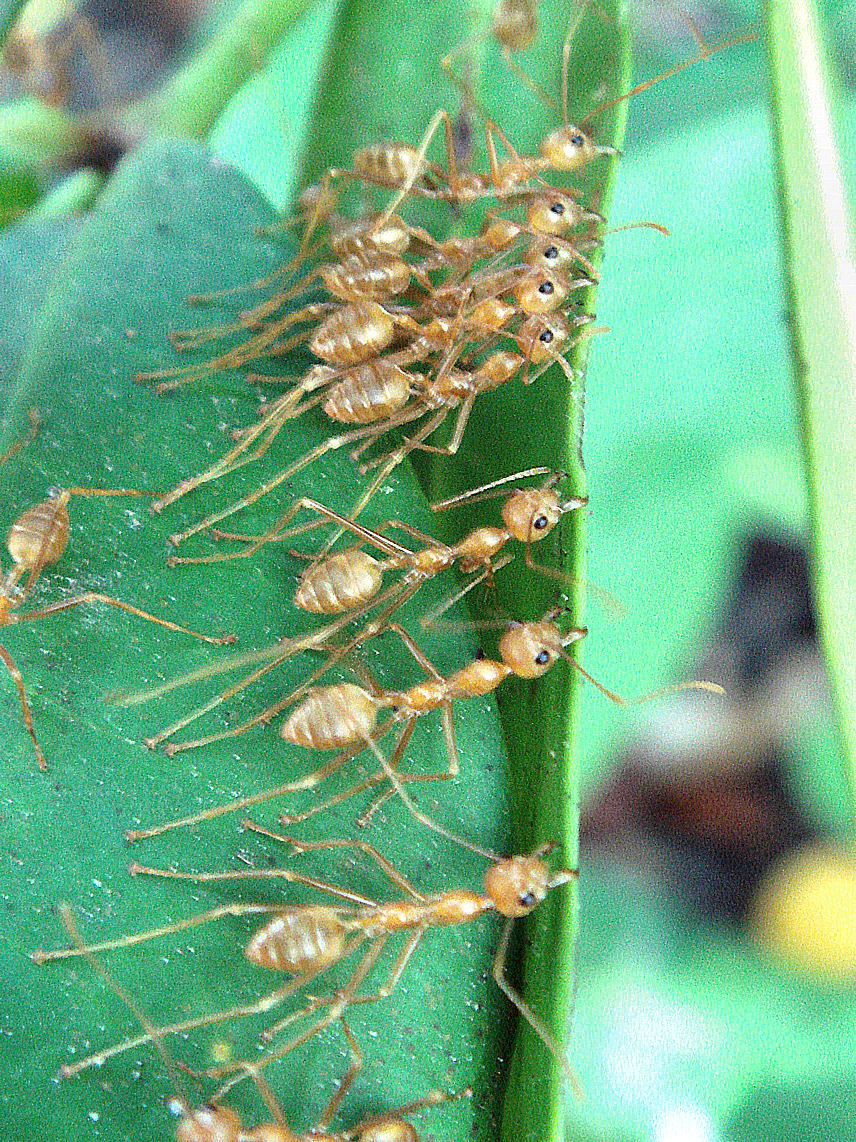
Les formigues verdes són utilitzades com a control biològic en el conreu de cítrics al sud de la Xina.

Les formigues juguen múltiples papers ecològics que són beneficiosos pels humans, incloent-hi l'eliminació de poblacions de plagues i l'aeració del sòl. Es considera que l'ús de formigues verdes com a control biològic en el conreu de cítrics al sud de la Xina és una de les instàncies més antigues conegudes de control biològic. D'altra banda, les formigues poden esdevenir un problema quan envaeixen edificis o causen pèrdues econòmiques.
En algunes parts del món (principalment Àfrica i Sud-amèrica), s'utilitzen formigues grans, especialment formigues guerreres, com a sutures. Es premen les vores de la ferida i s'hi apliquen les formigues. Les formigues agafen les vores de la ferida amb la mandíbula, deixant-la tancada. Aleshores, se'ls talla el cos, deixant només el cap i la mandíbula per mantenir la ferida tancada.
Algunes formigues de la família dels ponerins posseeixen un verí tòxic i tenen importància mèdica. Aquestes espècies inclouen les Paraponera clavata i Dinoponera spp. de Sud-amèrica, així com les Myrmecia d'Austràlia.
A Sud-àfrica s'utilitzen formigues per recollir rooibos (Aspalathus linearis), que té llavors petites utilitzades per fer tes d'herbes. La planta dispersa molt les seves llavors, fent que sigui difícil la recol·lecció manual. Les formigues recullen aquestes i altres llavors i les emmagatzemen al formiguer, d'on els humans les poden recollir "a dojo". Es poden recollir fins a 250 grams de cada formiguer.

### Com a aliment

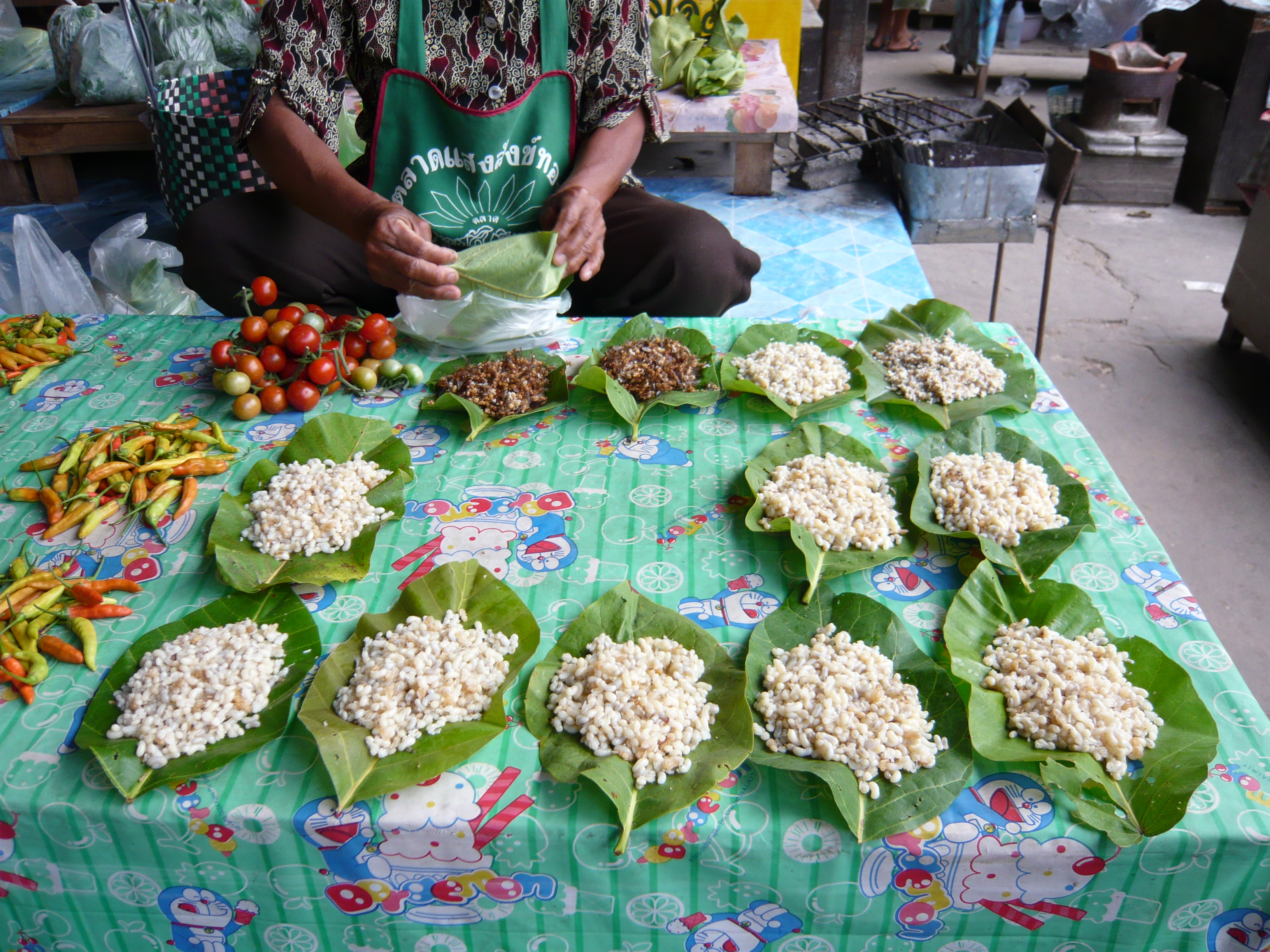
Venda de larves de formiga al nord-est de Tailàndia.

Es mengen les formigues i les larves en diferents parts del món. Els ous de dues espècies de formigues són la base del plat mexicà conegut com a escamoles. Se'ls considera una forma de caviar d'insectes i poden assolir un preu de fins a 40 USD per lliura, car són estacionals i difícils de trobar. Al departament colombià de Santander, les hormigas culonas (Atta laevigata) són torrades vives i després menjades.
En zones de l'Índia, així com a Myanmar i Tailàndia, se serveix una pasta feta de la formiga Oecophylla smaragdina com a condiment amb el curri. Els ous i larves d'aquesta formiga, així com les formigues en si, s'utilitzen en una amanida tailandesa, yum (ยำ), en un plat anomenat yum khai mod daeng (ยำไข่มดแดง) o amanida d'ous de formiga vermella, un plat originari del nord-est de Tailàndia. Saville-Kent, a la seva obra Naturalist in Australia, escrigué «La bellesa, en el cas de la formiga verda, va més enllà de la pell. La seva transparència atractiva, gairebé similar a la de les llaminadures, fou possiblement el que incità els primers intents de consumir-la pels humans», i «[Aixafades dins d'aigua, de manera semblant a la llimonada], aquestes formigues produeixen una agradable beguda àcida que és molt del gust dels nadius del nord de Queensland, i fins i tot és apreciada per molts paladars europeus».
A la seva obra First Summer in the Sierra, John Muir remarca que els Paiute de Califòrnia es menjaven els àcids gàsters de les formigues Camponotus pennsylvanicus. Els indis mexicans es menjaven les obreres repletes, o pots de mel vivents, de la formiga melera.

### Com a plagues

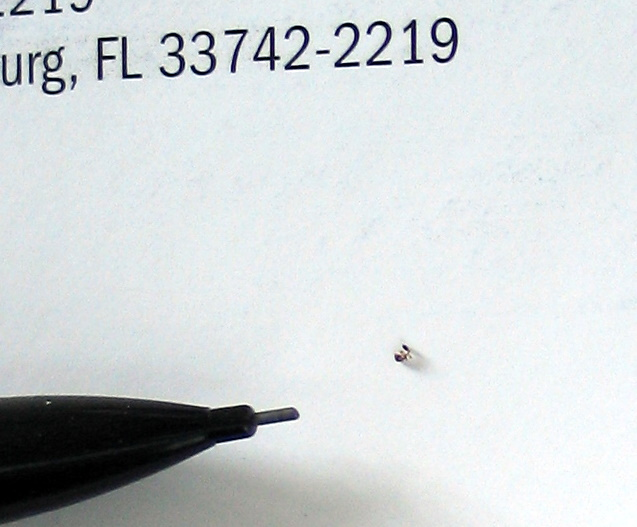
La minúscula formiga faraó és una plaga important en hospitals i edificis d'oficines; pot fer nius entre fulls de paper.

Algunes espècies de formigues són considerades plagues i, a causa de la naturalesa adaptativa de les colònies de formigues, eliminar la colònia sencera és gairebé impossible. Per tant, la gestió de plagues se centra en controlar les poblacions locals, en lloc d'intentar eliminar una colònia sencera, i la majoria d'intents de controlar-les són solucions temporals.
Entre les formigues considerades plagues s'inclouen Tetramorium caespitum, la formiga boja groga (Anoplolepis gracilipes), Camponotus sp., la formiga faraó, la formiga argentina i Solenopsis invicta. Se'n controlen les poblacions per mitjà d'esquers d'insecticida, en forma granulada o líquida. Les formigues recullen l'esquer pensant que és menjar i el porten al formiguer, on l'insecticida és transmès inadvertidament a altres membres de la colònia per mitjà de la trofal·laxi. L'àcid bòric i el bòrax són dos insecticides comuns, relativament segurs pels humans. Es pot escampar esquer per una àrea gran per controlar espècies com Solenopsis invicta, que ocupen grans àrees. Els formiguers d'aquestes espècies poden ser destruïts si s'hi llença aigua bullent per matar-ne la reina. Això funciona, en aproximadament el 60% dels casos, i requereix uns catorze litres per formiguer.

### En la ciència i la tecnologia
Els mirmecòlegs estudien les formigues al laboratori i en el seu entorn natural. Les seves estructures socials complexes i altament variables fan d'aquests insectes uns organismes model ideals. L'estudi de les formigues ha posat a prova hipòtesis en ecologia, sociobiologia, i ha estat especialment important a l'hora d'examinar les prediccions de teories de selecció de parentesc i estratègies evolutivament estables. Es poden estudiar colònies de formigues criant-les o mantenint-les temporalment en formicaris, unes estructures de vidre especialment fabricades per aquest ús. Es poden marcar exemplars amb diferents colors per fer-ne un seguiment.
Les tècniques reeixides utilitzades per les colònies de formigues han estat estudiades en informàtica i en robòtica per produir sistemes distribuïts i tolerants dels errors per resoldre problemes. Aquest camp de la biomimètica ha conduït a estudis de la locomoció de les formigues, motors de cerca que utilitzen «rastres de recol·lecció», i algorismes d'emmagatzematge i de xarxa tolerants dels errors.

### Aspectes culturals

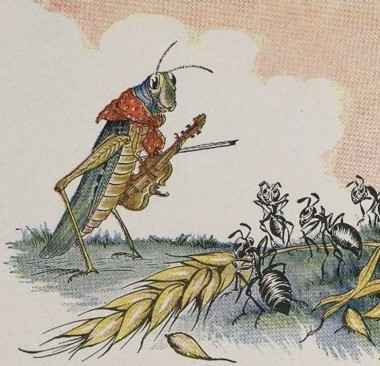
Les formigues d'Isop; il·lustració de Milo Winter, 1888–1956

Les formigues apareixen sovint en faules i rondalles per a nens, representen el treball intens i l'esforç cooperatiu. També se les menciona en textos religiosos. Al llibre de Proverbis de la Bíblia, les formigues són utilitzades com a bon exemple per als humans pel seu treball dur i la seva cooperació. Isop feu el mateix a la seva faula La Cigala i la Formiga. En parts d'Àfrica, les formigues són considerades missatgeres dels déus. Sovint es diu que les picades de formiga tenen propietats curatives. Es diu que la picada d'algunes espècies del gènere Pseudomyrmex alleuja la febre. En alguns mites dels amerindis, com ara en l'ètnia hopi, les formigues són considerades els primers animals de tots. Altres grups utilitzen les picades de formiga com a prova de resistència en ritus iniciàtics.
El mot japonès per dir "formiga", ari, és representat per un ideograma format pel caràcter "insecte" en combinació amb el caràcter "rectitud moral". Així doncs, aquest ideograma es podria llegir com a "insecte de moral recta".
Les societats que formen les formigues sempre han fascinat els humans, se n'ha escrit coses tant d'humor com serioses. Mark Twain escrigué sobre elles a la seva obra A Tramp Abroad. Alguns autors contemporanis han utilitzat l'exemple de les formigues per tractar el tema de la relació entre la societat i l'individu. En són exemples Robert Frost al seu poema Departmental i Terence Hanbury White a la seva novel·la de fantasia The Once and Future King. La trama de la novel·la de ciència-ficció de l'entomòleg i escriptor francès Bernard Werber Les Fourmis es divideix entre el món de les formigues i el dels humans; les formigues i el seu comportament són descrits mitjançant el coneixement científic actual. En temps més recents, s'han produït dibuixos animats i pel·lícules d'animació en 3D sobre formigues, incloent-hi Antz, A Bug's Life, Ant bully: Benvingut al formiguer (The Ant Bully), The Ant and the Aardvark o la Formiga Atòmica. També hi ha un superheroi de còmic anomenat Ant-Man.
Entre finals de la dècada del 1950 i finals de la dècada del 1970, els formigaris eren joguines educatives populars als Estats Units. A principis de la dècada el 1990, el videojoc SimAnt, que simulava un formiguer, guanyà el guardó Codie del 1992 al "Millor Programa de Simulació".
Les formigues també són la inspiració de moltes criatures de ciència-ficció, com ara els Formics que apereixen a El joc de l'Ender, els Bugs de Starship Troopers, i les formigues gegants de la pel·lícula Són elles!. En els jocs d'estratègia, les espècies inspirades en les formigues solen beneficiar-se d'un ritme de producció superior gràcies a la seva mentalitat treballadora, com és el cas dels Tirànids del joc de taula Warhammer 40.000, els Klackons a la sèrie de jocs Master of Orion, o els ChCht de Deadlock II. Aquests personatges solen tenir una mentalitat col·lectiva, una creença errònia habitual sobre les colònies de formigues.